# Автомотриса

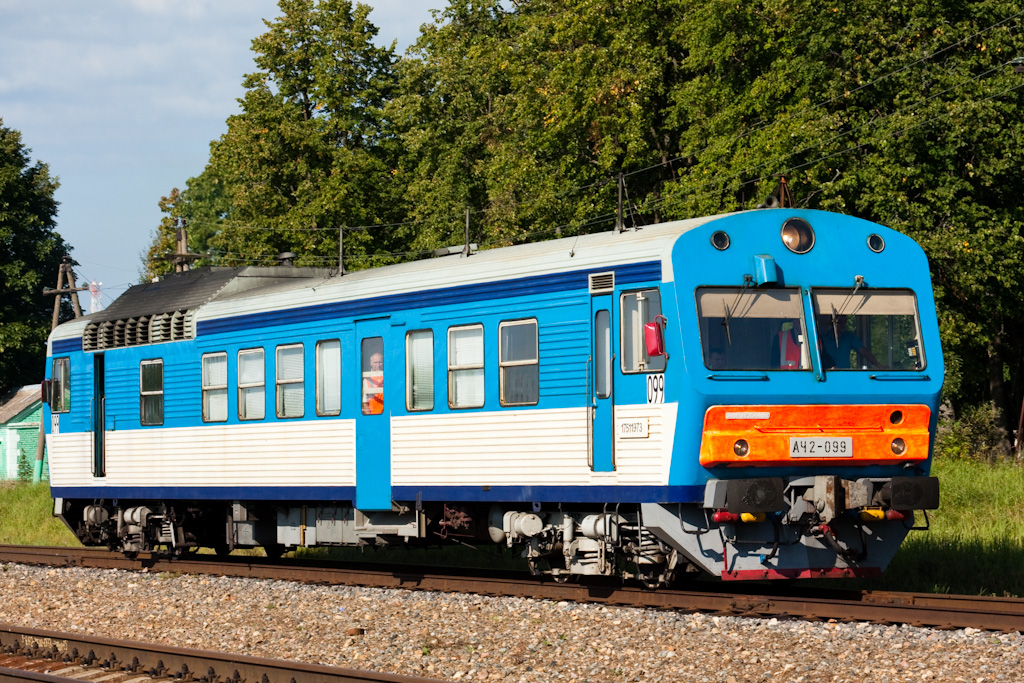
Пассажирская (служебная) автомотриса
АЧ2-099 с гидравлической передачей

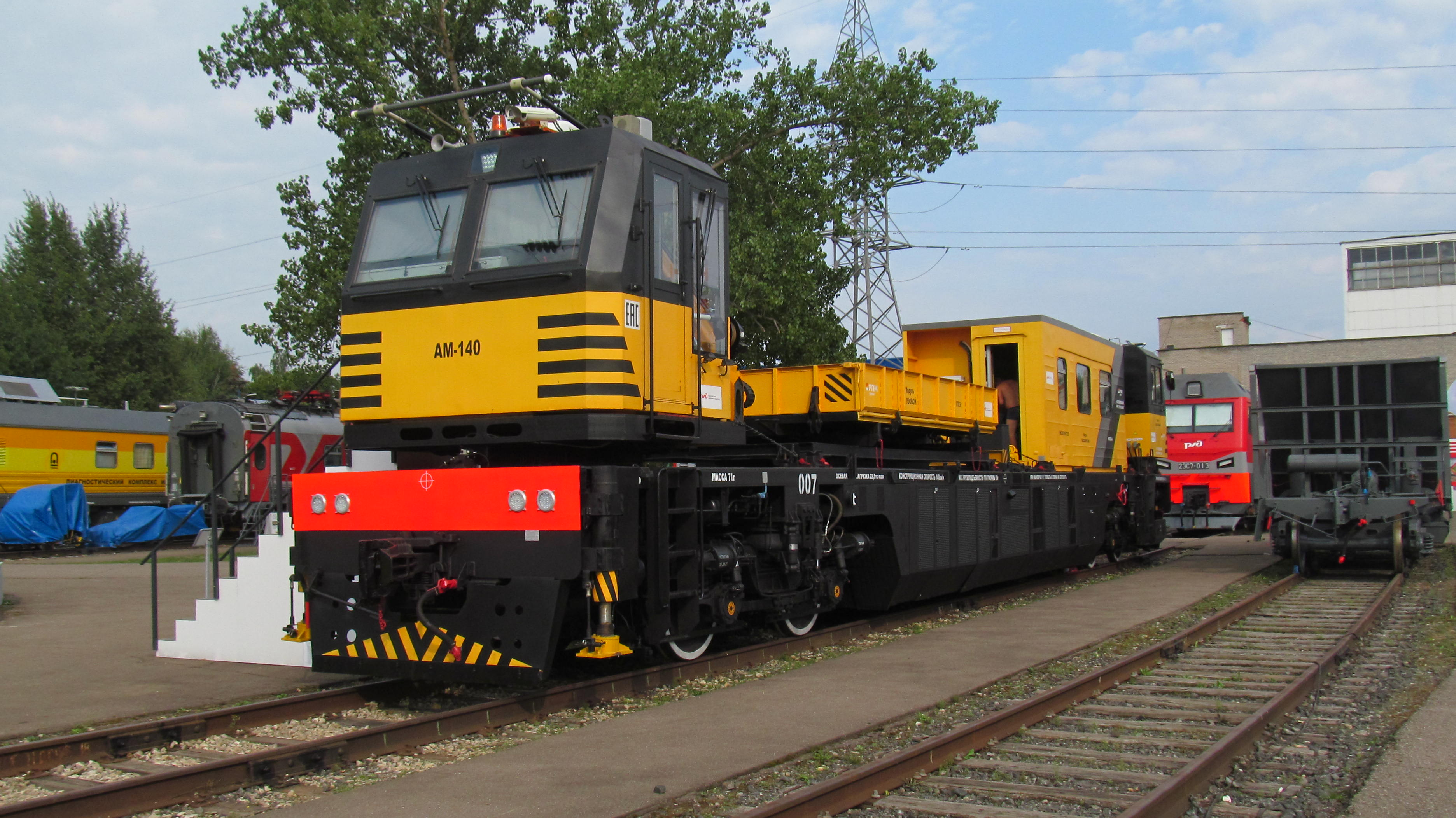
Грузопассажирская автомотриса
АМ140-007 с электрической передачей

Автомотри́са (фр. automotrice от др.-греч. αὐτός «сам» и лат. mōtrīx «двигательница») — в общем случае моторный самоходный железнодорожный вагон, используемый для перевозки пассажиров и/или персонала обслуживания железнодорожных путей. При наличии соответствующего оборудования могут использоваться для прочих нужд (перевозки грузов, проведения монтажных работ на контактной сети и тому подобного). Ранее также применялся термин «автовагон».
Дизельная автомотриса с прицепными вагонами и (или) вагоном с кабиной дистанционного управления или две дизельные автомотрисы (в том числе с прицепными вагонами между ними) составляют дизель-поезд.
В разных странах определение термина «автомотриса» может быть разным; также значение термина время от времени изменялось.

## История

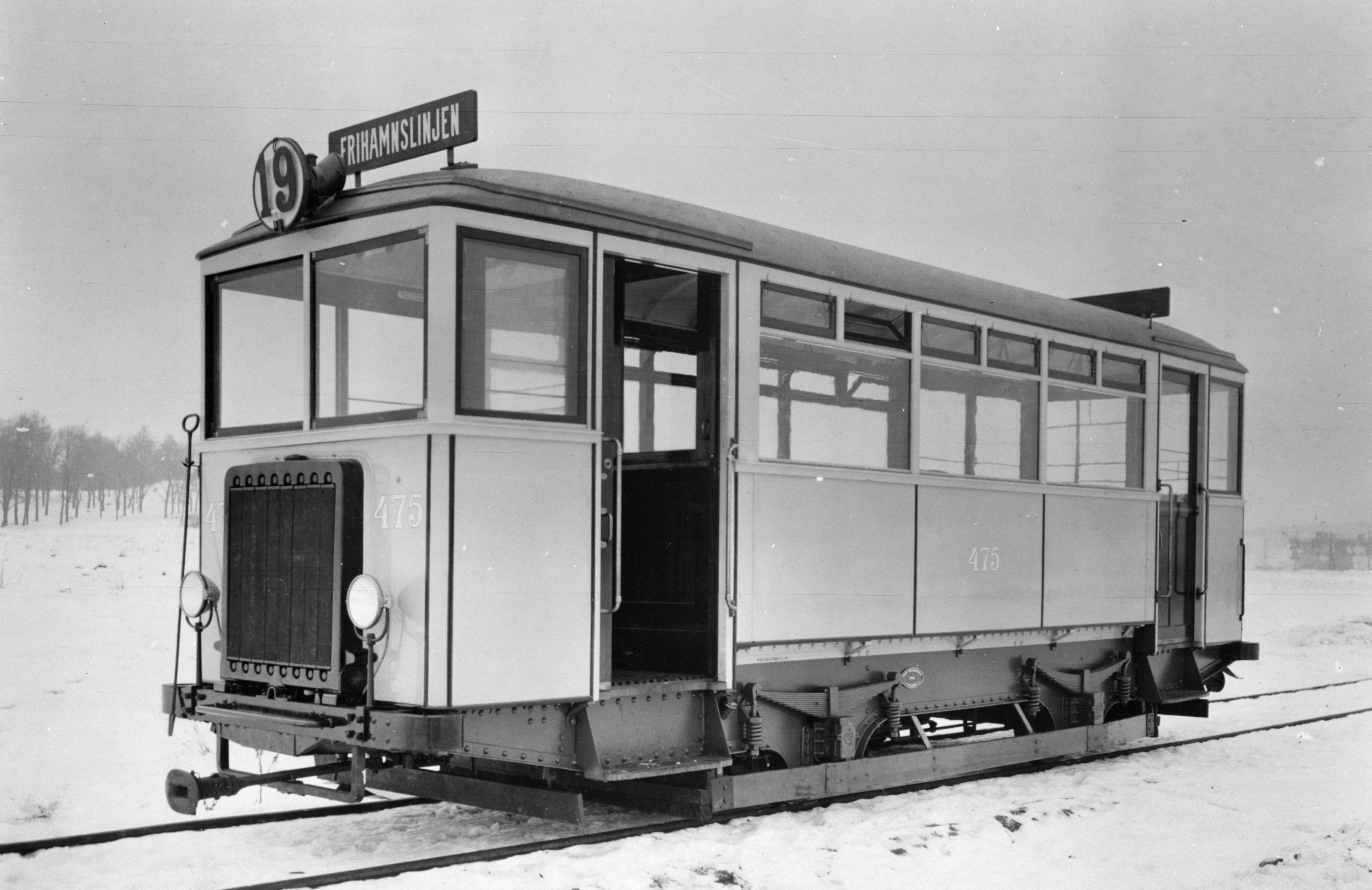
Бензомоторная автомотриса-трамвай в Стокгольме, 1920-е годы

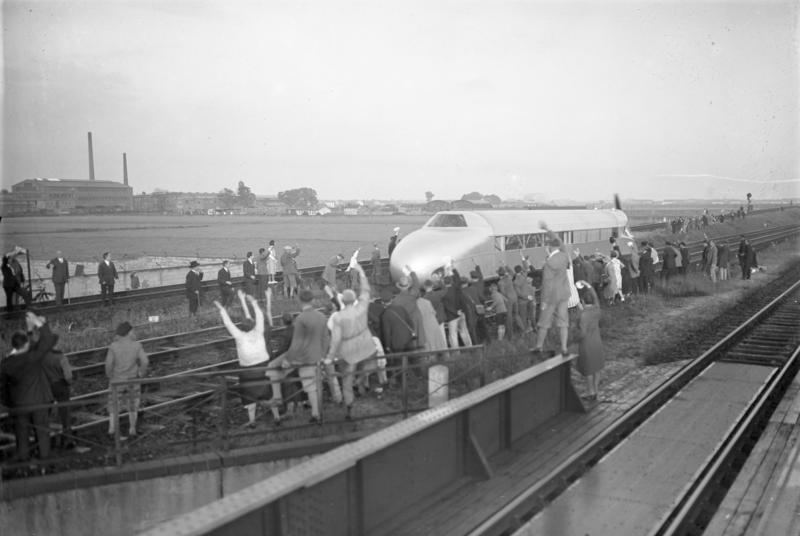
Рельсовый (или железнодорожный) цеппелин — созданная в Германии в конце 1920-х годов экспериментальная мотриса — аэровагон системы Ф. Крукенберга, напоминавшая дирижабль типа цеппелин, движение которой осуществлялось с помощью расположенного сзади воздушного винта

Предшественниками автомотрис были паровозо-вагоны, то есть автономные вагоны с паровой машиной. Появились они во второй половине XIX века и использовались на второстепенных линиях с небольшим пассажиропотоком.
Первые самоходные вагоны с двигателем внутреннего сгорания (бензомоторные автомотрисы) появились на рубеже XIX—XX веков. Автомотрисы для перевозки пассажиров изготовлялись путём переоборудования классических автобусов (при замене ходовой части с резиновыми шинами на колёса с ребордами). Одни из первых таких вагонов появились во Франции, откуда и было заимствовано слово «автомотриса». В некоторых странах для пассажирских автомотрис используется термин «рельсовый автобус».
В начале XX века предпринимался ряд экспериментальных разработок моторных самоходных железнодорожных вагонов на различных принципах движения. Так, в 1910−1930-х годах в некоторых странах, в том числе, в Германии и Советской России создавались, так называемые, «аэровагоны» — скоростные железнодорожные вагоны, приводимые в движение воздушным винтом авиационного типа.
Позже автомотрисы стали проектироваться в виде железнодорожного пассажирского вагона с кабинами управления.

## Классификация и конструкция
Автомотрисы различаются по назначению и типу трансмиссии (которая может быть механической, гидродинамической или электрической).
По назначению автомотрисы могут быть пассажирскими (используемыми в качестве общественного транспорта, часто называемыми рельсовыми автобусами) и специализированными (оборудованными средствами проведения совещаний, либо относящимися к специальному самоходному подвижному составу, например, с диагностической аппаратурой, приспособлениями для проведения монтажных работ, грузопассажирские и тому подобное) .
Автомотриса оборудована двигателем внутреннего сгорания (как правило, дизельным; ранее также встречались автомотрисы с бензиновыми (бензиновоз), керосиновыми, нефтяными или газогенераторными двигателями).

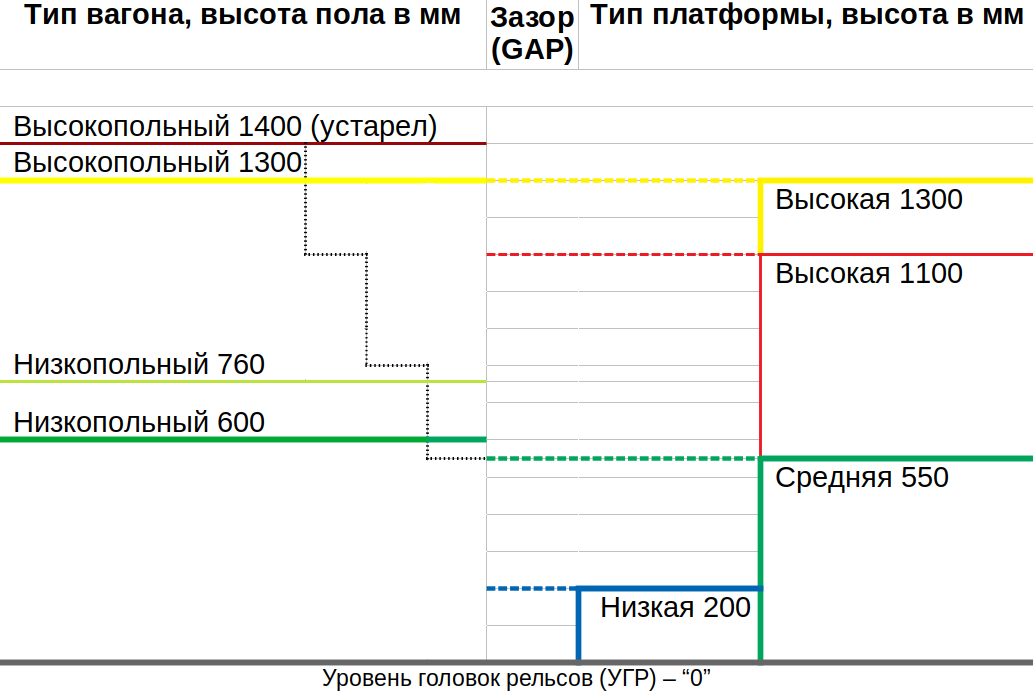
Диаграмма, поясняющая преимущества низкопольного вагона перед высокопольным

С точки зрения конфигурации пола вагона различают высокопольные и низкопольные автомотрисы. В России принято различать три основных категории железнодорожных остановочных платформ по высоте: высокую, среднюю и низкую. Высокая платформа — платформа, высота которой над уровнем головки рельса (УГР) составляет 1100 мм. Средняя платформа — платформа, высота которой над УГР составляет 550 мм. Низкая платформа — платформа, высота которой над УГР не более 200 мм.
Как говорилось выше, автомотрисы могут выступать в качестве моторных вагонов дизель-поездов, то есть имеют аналогичную конструкцию. Особенности конструкции таких вагонов приведены в статье «Дизель-поезд».

## Автомотрисы по странам мира

### Автомотрисы Российской империи, СССР и постсоветского пространства

#### Российская империя и СССР
В России ещё до советской власти стали появляться автомотрисы с керосиновыми двигателями. Их проектировали разные заводы, но первые образцы в 1912 году построил завод в Мытищах (в то время известный как Мытищинский вагоностроительный завод). В советское время (в 1925 году) Пролетарский завод в Санкт-Петербурге построил вагон с бензиновым (то есть автомобильным) двигателем. Вагон получил обозначение А1878; имел лёгкую конструкцию, открытую с боков, при эксплуатации именовался автобусом (рельсовым). В 1929 году на советские железные дороги поступили две автомотрисы с дизельными двигателями.
Термин «автомотриса» появился в России до появления термина «дизель-поезд», поэтому распространялся как на одновагонные машины, так и на прочий моторвагонный подвижной состав. Поэтому построенный в середине 1930-х годов первый советский дизель поезд (двухвагонной составности) получил обозначение серии АП, что означало «автомотриса пригородная».

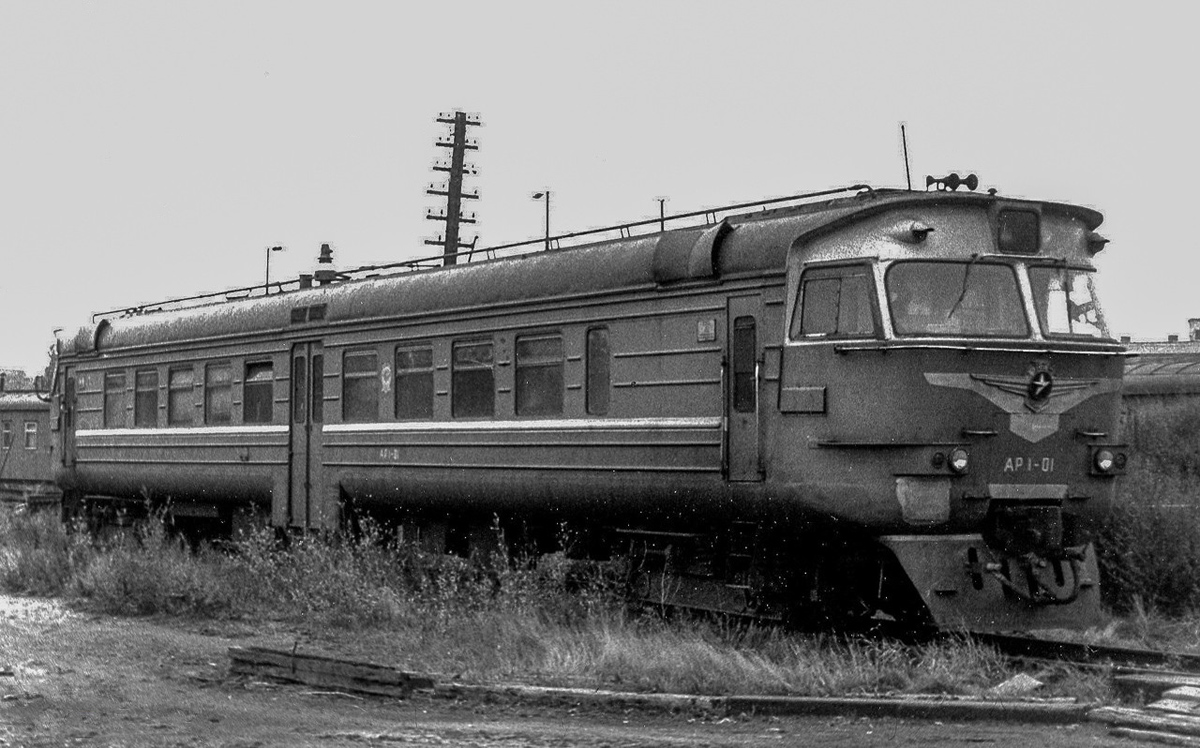
Пассажирская автомотриса
АР1-01 использовалась в качестве служебной

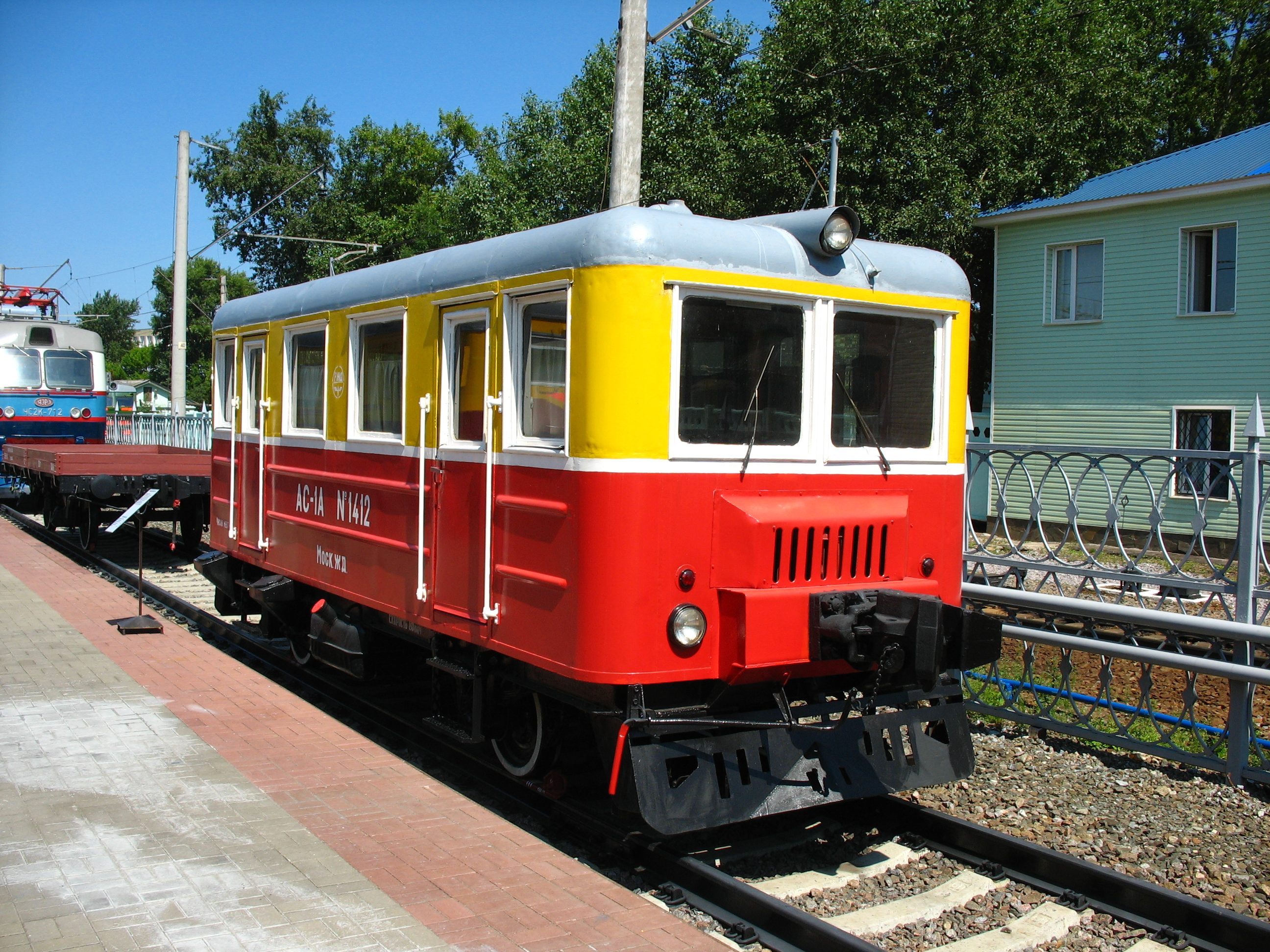
Служебная автомотриса АС1А-1412 в музее. Может упоминаться как автодрезина

После распада СССР наряду с термином «автомотриса» в некоторых случаях использовались и другие: просто мотри́са, либо автовагон, в некоторых случаях также рельсовый автобус.
В послевоенное время на железные дороги СССР поступали самоходные вагоны (автомотрисы), предназначенные, главным образом, для служебного использования (например, АС, АС1). Дизельный МВПС в пассажирском движении до начала 1960-х годов был представлен здесь репарационными дизель-поездами ДП из Венгрии (номеров с 1 по 10 завода Ganz) и Германии (номеров с 11 по 15 разных заводов).
В 1962 году на московском заводе «Красный путь» был создан, по сути, лёгкий поезд из двух вагонов, каждый из которых представлял собой автобус ЗИЛ-158В с заменённой ходовой частью, которая позволяла передвигаться по рельсам. Машина получила обозначение РА-1, что означало «рельсовый автобус», хотя по советской классификации на такие машины распространялся термин «автомотриса». Его испытания выявили низкую надёжность. Выпущен в единственном экземпляре.
До распада СССР термин «рельсовый автобус» как таковой не применялся. На советские железные дороги в этот период из дизельного МВПС главным образом поступали многовагонные дизель-поезда; реже одиночные вагоны, для которых, вне зависимости от рода службы, использовался термин «автомотриса». Так, в 1969 году снова предпринимается попытка внедрить пассажирский одновагонный МВПС. Рижский вагоностроительный завод в этот раз построил две автомотрисы АР1. Некоторое время они использовались в пассажирском движении с припиской депо Тернополь Львовской железной дороги. На этом производство АР1 было завершено. В 1977 году для СССР Škoda (город Пльзень, Чехословацкая Социалистическая Республика) создана автомотриса АЧО с электрической передачей, также одновагонного исполнения. Построена в трёх экземплярах. Как АР1, так и АЧО, после недолгой работы на пассажирских перевозках, были переданы для служебного использования. Единственной машиной такой категории, строившейся в то время серийно, стала АЧ2 завода Vagonka Studenka.

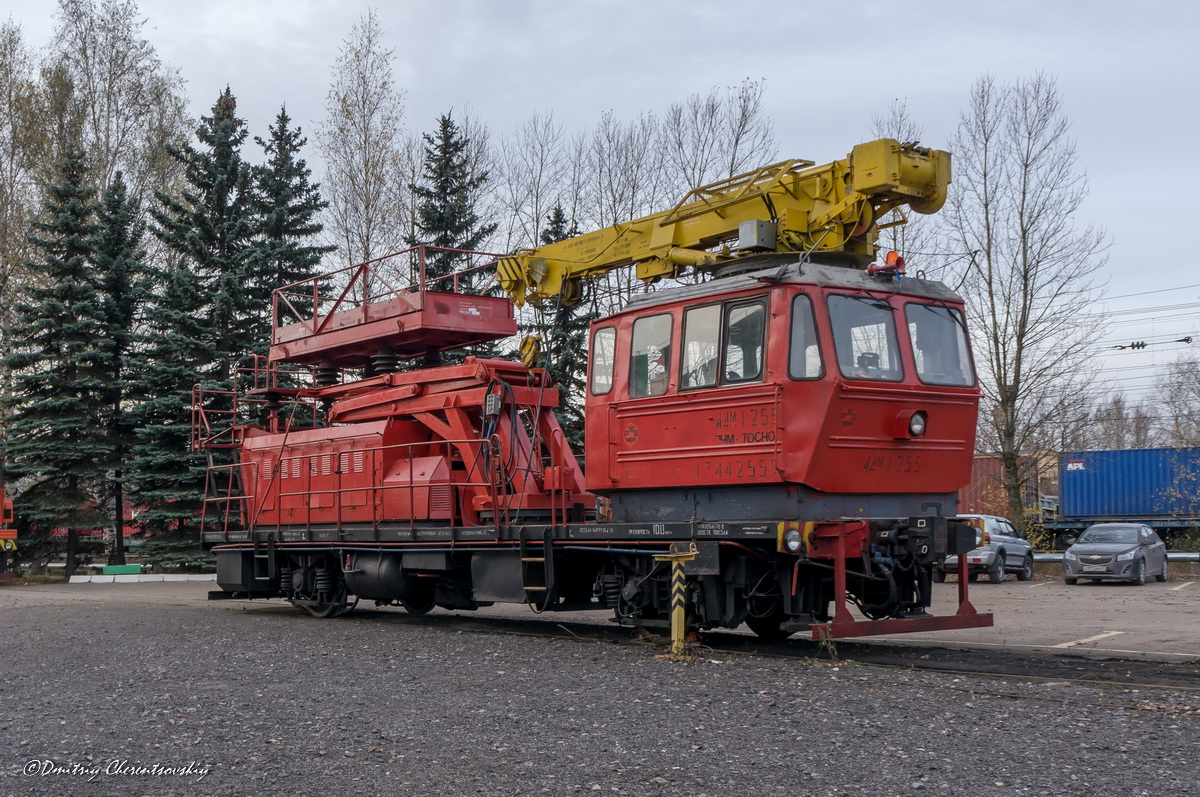
Монтажная автомотриса АДМ1-255

Что касается автомотрис для служебных поездок и для выполнения обслуживания инфраструктуры железной дороги, то в 1961 году Октябрьский вагоностроительный завод по проекту Проектно-конструкторского бюро Главного управления пути и сооружений МПС построил автомотрису дизельную служебную АДС1. Этот вагон получился на 10 % тяжелее заложенного и более не строился. В 1963 году Тихорецкий завод тяжёлых путевых машин имени В. В. Воровского по проекту того же конструкторского бюро построил первую служебную автомотрису из серии АСГ. Позже было построено ещё несколько подобных машин. В серийном производстве в СССР широко распространились автомотрисы АС1А. Эта машина создана Великолукским локомотиворемонтным заводом в 1964 году на базе вышеупомянутой АС1.

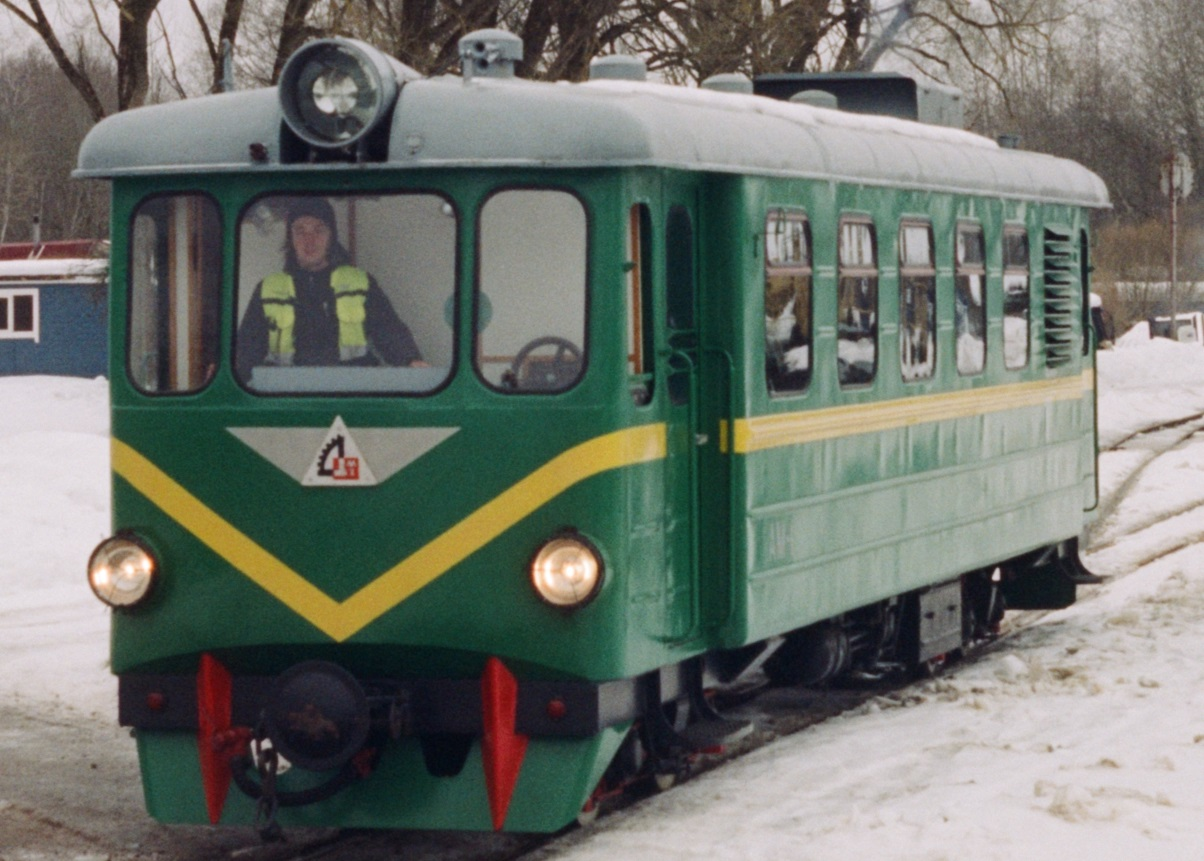
Узкоколейная автомотриса АМ1-169

Для узкоколейных железных дорог колеи 750 мм Демиховский машиностроительный завод с 1962 по 1972 год построил около трёхсот пассажирских автомотрис АМ1 с механической передачей, конструктивно основанных на массово выпускаемом им же вагоне ПВ40, удлинённом кабинами управления. Позднее заводом была построена автомотриса АПУ-0 с электрической передачей, которая так и осталась опытной. Камбарский машиностроительный завод в 1985 году на базе узкоколейного тепловоза ТУ6 создал тепловоз-автомотрису ТУ6П, которую строил по 1988 годы, а в 1989 году на базе схожего тепловоза ТУ8 создал ТУ8П, также на колею 750 мм.
Специальные автомотрисы в советское время в большом количестве строились вышеупомянутым Тихорецким машиностроительным заводом имени В. В. Воровского (например, семейство автомотрис дизельных монтажных АДМ разных исполнений).

#### Россия

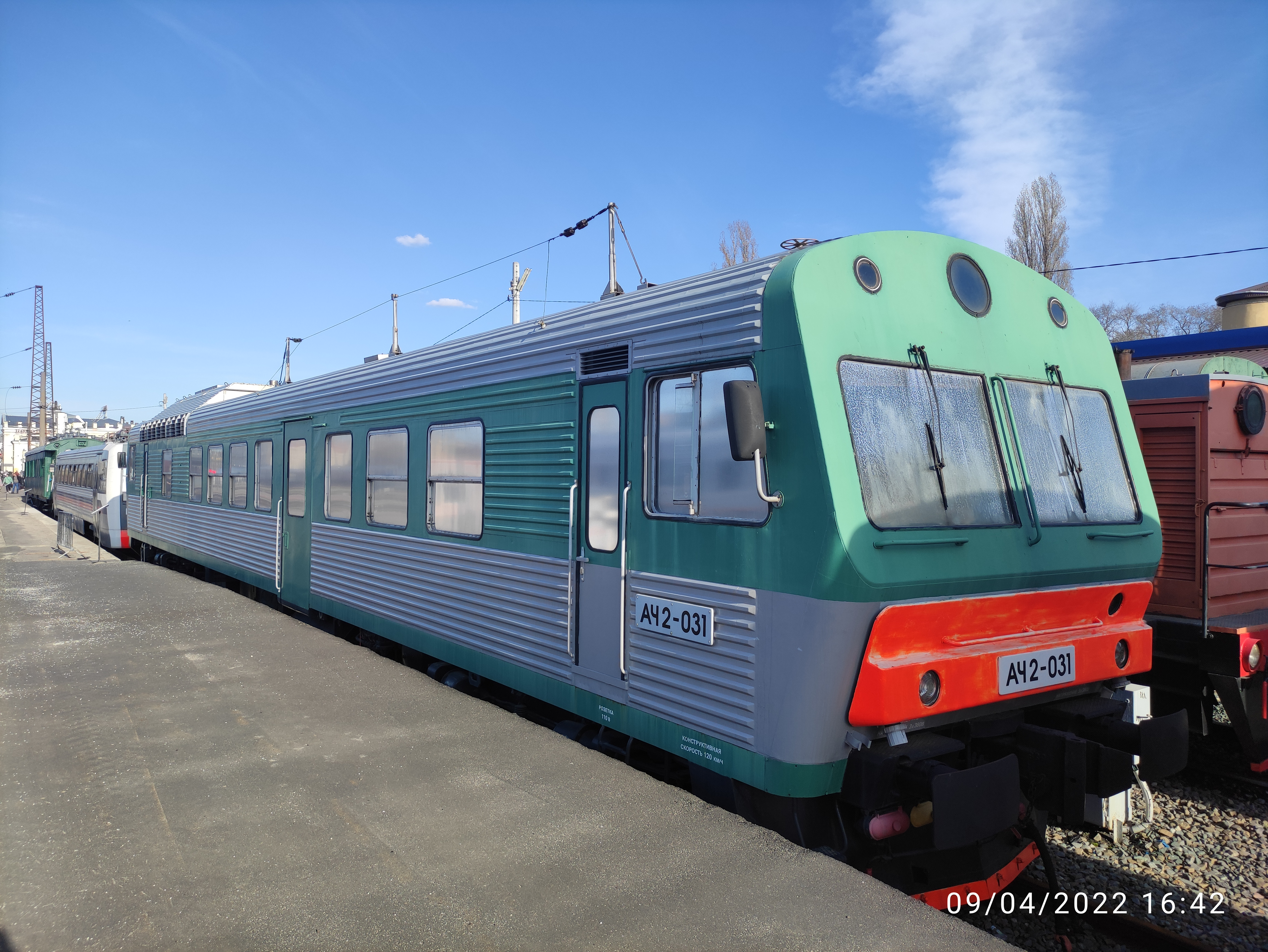
Вагон АЧ2 в России в зависимости от назначения может формально классифицироваться как автомотриса, так и как рельсовый автобус

Используемые в России стандарты по-разному раскрывают термины «автомотриса» и «рельсовый автобус». Например, межгосударственные стандарты определяют автомотрису как «самоходный железнодорожный подвижной состав с двигателем внутреннего сгорания дизельного или карбюраторного типа, состоящий из одного вагона, предназначенный для обеспечения перевозок и обслуживания инфраструктуры железнодорожного транспорта» (ГОСТ 34056—2017) или как «передвигающийся по рельсам вагон с приводом от двигателя внутреннего сгорания, предназначенный для служебных поездок персонала с целью инспекционного контроля, строительства, ремонта и для обслуживания инфраструктуры железнодорожного транспорта» (ГОСТ 34530—2019).
В то же время, согласно межгосударственному стандарту ГОСТ 33327—2015, рельсовым автобусом является «автономный моторвагонный подвижной состав из моторных и немоторных вагонов». Вышеупомянутые стандарты содержат более подробное определение рельсового автобуса. Так, ГОСТ 34056—2017 определяет рельсовый автобус как «моторвагонный железнодорожный подвижной состав с одной или несколькими дизельными силовыми установками, состоящий из одного, двух или трёх вагонов», а ГОСТ 34530—2019 — как «моторвагонный железнодорожный подвижной состав с одной или несколькими дизельными силовыми установками, состоящий из одного, двух или трёх вагонов, предназначенный для перевозки пассажиров», то есть, в отличие от предыдущего стандарта, ограничивает применение рельсового автобуса по роду службы.
Иными словами, по российским стандартам, автомотриса, в отличие от рельсового автобуса, может состоять только из одного вагона и не используется для перевозки обычных пассажиров. Например автомотриса АЧ2 формально согласно первоначальным российским стандартам сначала относилась к автомотрисам, затем (после введения вышеупомянутых стандартов) перешла в категорию рельсовых автобусов, а после исключения из пассажирской эксплуатации снова относится к автомотрисам.
После распада СССР пассажирские автомотрисы широкой колеи некоторое время не производились, и для пассажирских перевозок на малозагруженных линиях до середины 2000-х годов использовались в основном АЧ2, что означает «автомотриса чехословацкая». Из пассажирской эксплуатации они были выведены лишь в конце 2010-х годов.. В то же время велось малосерийное производство автомотрис для служебных поездок, и постепенно расширялся список выпускающих их предприятий.
В начале 1990-х годов к производству служебных автомотрис подключился Людиновский тепловозостроительный завод, освоив серийное производство моделей АС3М, АС4, АС4МУ и АС5Д (по сути, модификация АС4 с дефектоскопным оборудованием). Завод «Муромтепловоз» в 1997 году создал автомотрису АС5 (не имевшую почти ничего общего с вышеупомянутой АС5Д). Пермский мотовозоремонтный завод в 1999 году выпустил небольшую партию дефектоскопных автомотрис АСД1.
Камбарский машиностроительный завод после распада СССР продолжал строительство тепловозов-автомотрис ТУ8П для колеи 750 мм; затем ТУ8П стали строить и на широкую колею, позже обозначение такой версии поменялось на АМ1 (не следует путать с автомотрисой АМ1 постройки ДМЗ). Некоторые машины стали снабжать дефектоскопным оборудованием с присвоением им обозначения АМД1. В 1997 году было построено также несколько сходных машин АМ2, и производство автомотрис на базе ТУ8П завершилось. Затем завод разработал автомотрису АМ3 с кузовом вагонного типа и с 1998 по 2004 год построил 18 дефектоскопных АДМ3 и три служебно-пассажирских АМ3. Позднее в начале 2010-х годов завод построил опытную пассажирскую автомотрису АМ3С с обтекаемым кузовом, а также монтажную АМ3М с грузовой платформой, а в 2015 году по спецзаказу Московского метрополитена построил диагностическую автомотрису СМДК-Мтр.

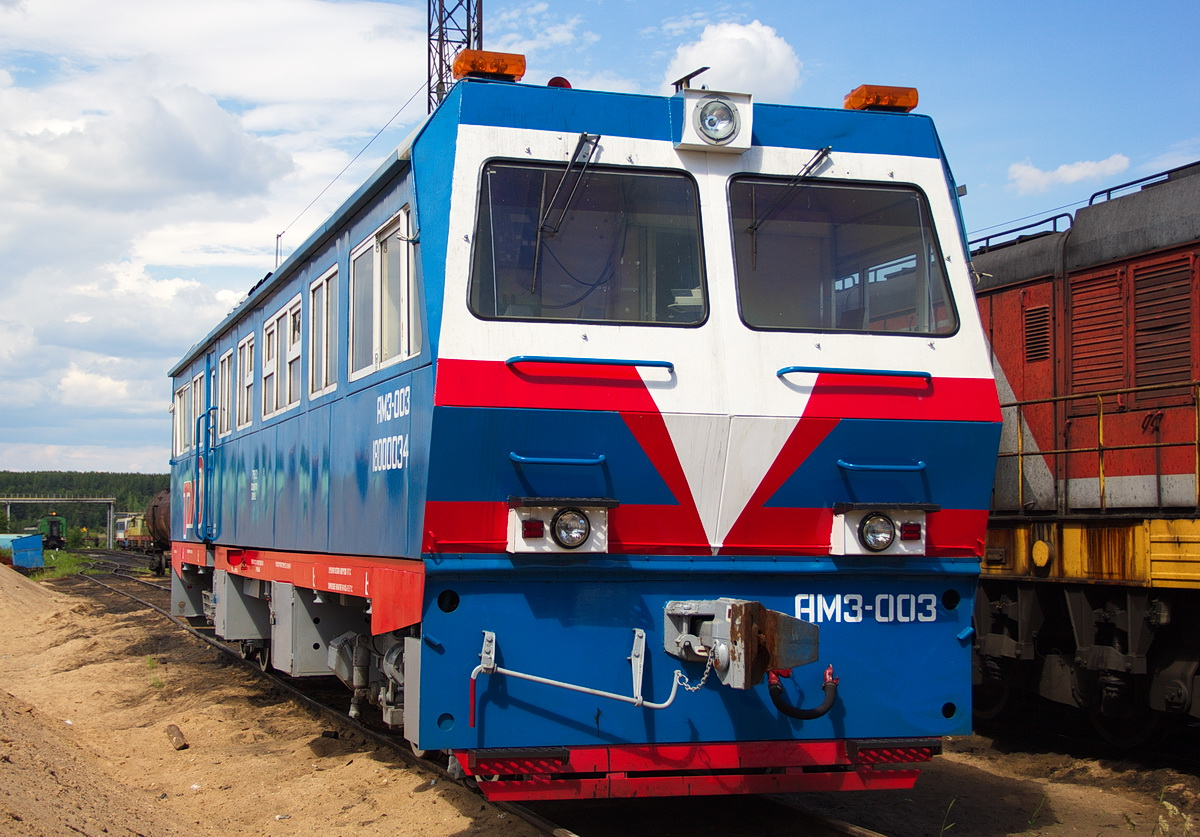
Служебно-пассажирская автомотриса АМ3-003 Камбарского завода
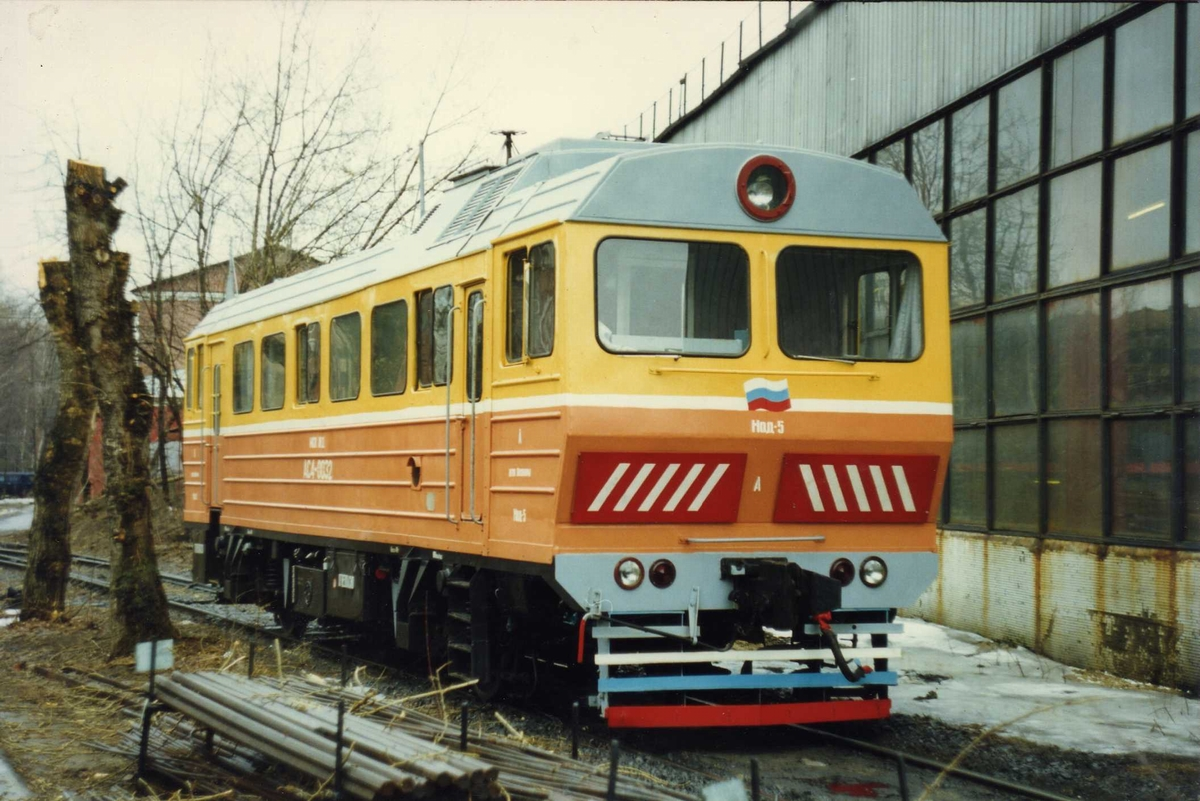
Служебно-пассажирская автомотриса АС4-0032 Людиновского завода
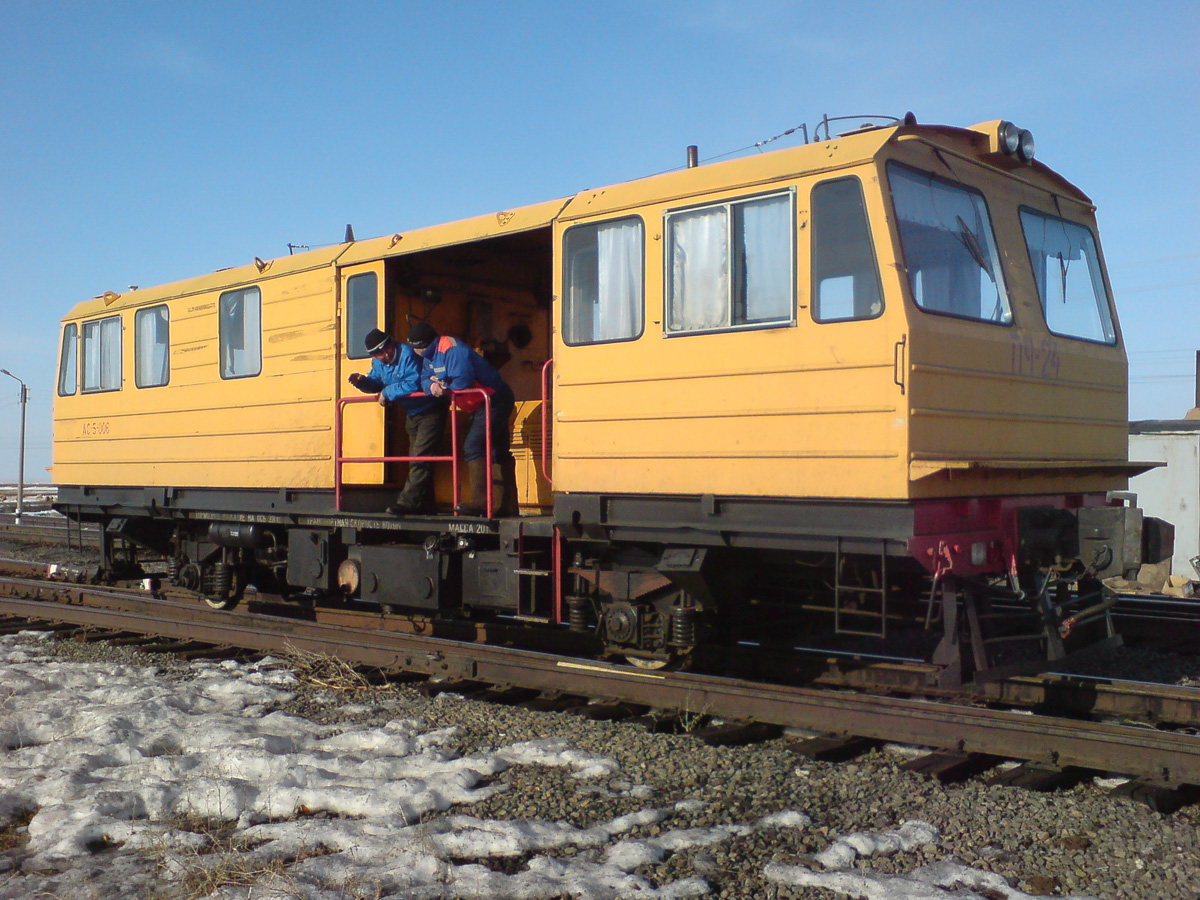
Служебно-пассажирская автомотриса АС5-006 Муромского завода
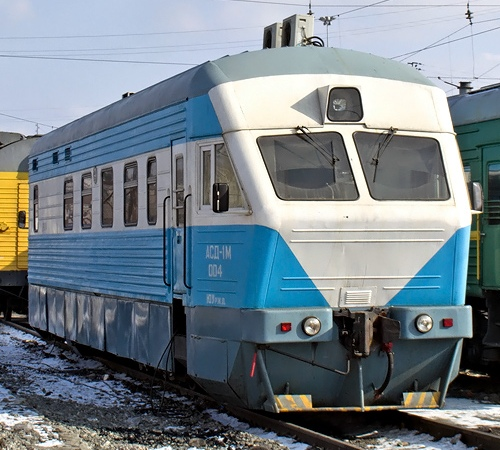
Дефектоскопная автомотриса АСД1М-004 Пермского завода
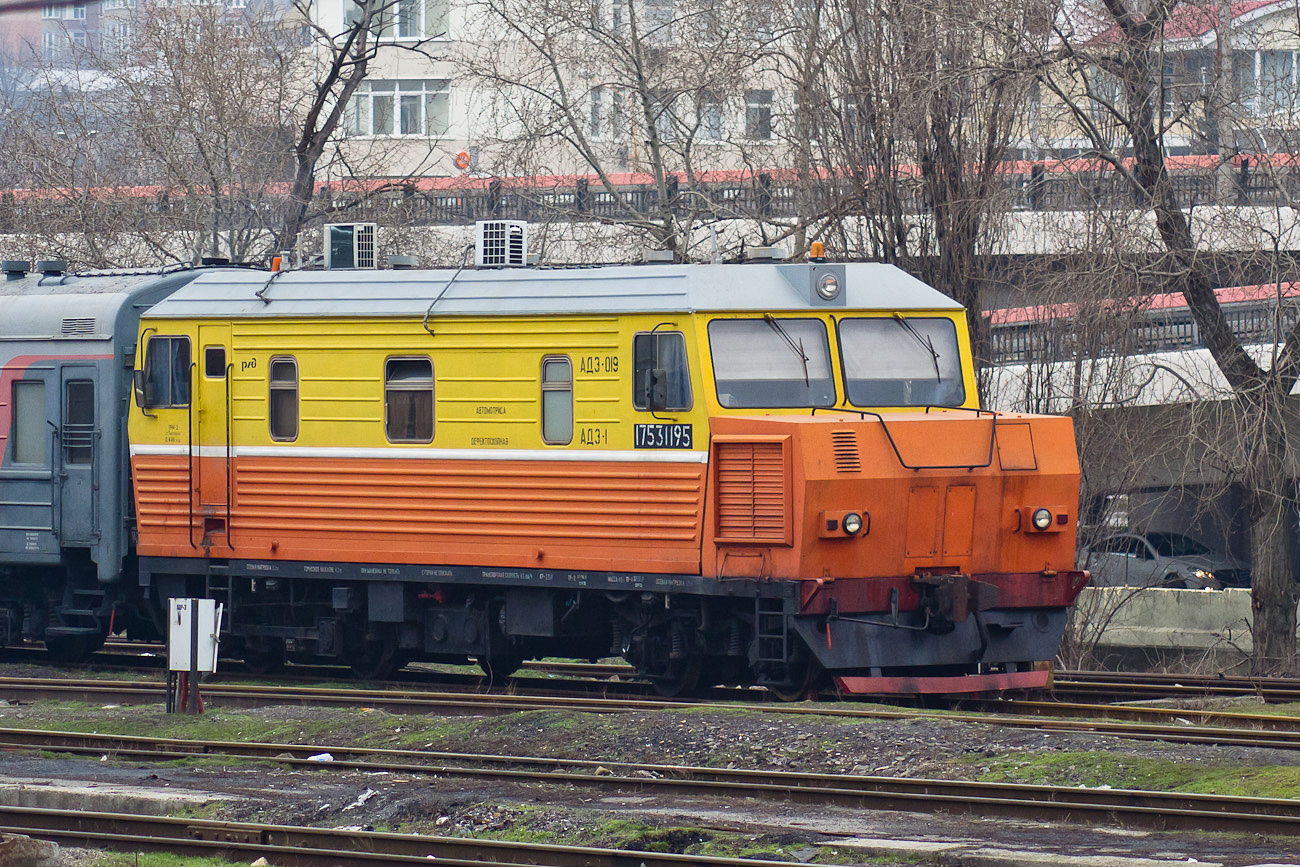
Дефектоскопная автомотриса АДЭ1-019 Калужского завода

Мытищинский завод «Метровагонмаш» в 1997—2002 годах выпустил три лёгких пассажирских автомотрисы (рельсовые автобусы) РА1, которые созданы на базе вагона метро "Яуза, а с 2004 года наладил их серийное производство. По действующей в то время классификации они являлись автомотрисами; в то же время в обозначении их серии зашифрован термин «рельсовый автобус». Завод по 2006 год выпустил около ста таких автомотрис для Российских железных дорог для пассажирской эксплуатации и несколько по заказу Московского метрополитена для служебных поездок. В 2005 году завод начал производить дизель-поезда РА2, которые состояли из двух либо трёх вагонов, однако одна машина РА2 модели 731.55 была выпущена как одиночная автомотриса, но в эксплуатацию с пассажирами она не поступала. В дальнейшем по спецзаказу Московского метрополитена завод построил две грузопассажирские автомотрисы 81-730.05 в 2008 году и служебно-пассажирскую автомотрису на базе метровагона «Ока» в 2016 году.

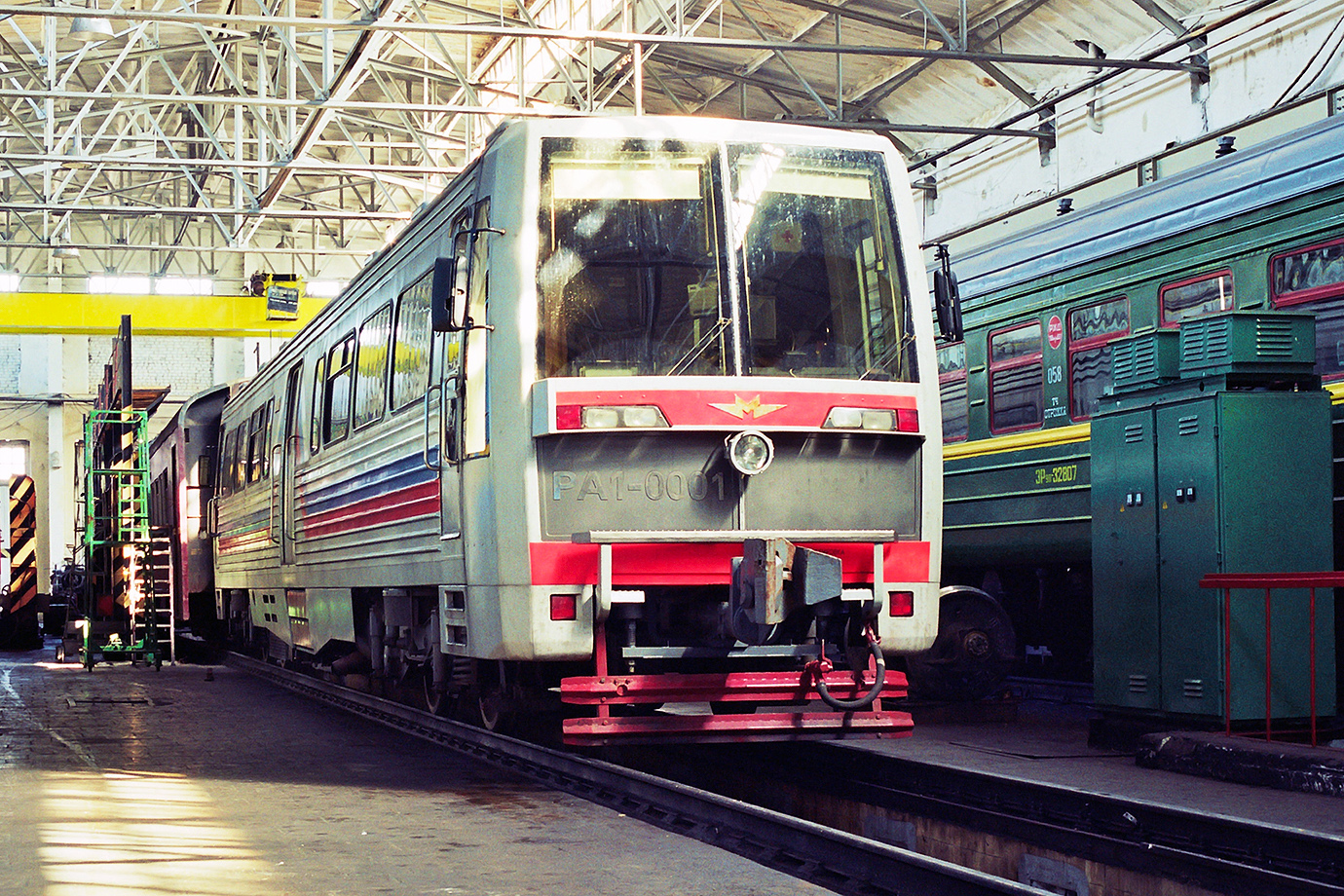
Автомотриса (рельсовый автобус) РА1-0001 (модель 730) — первый экземпляр семейства РА1
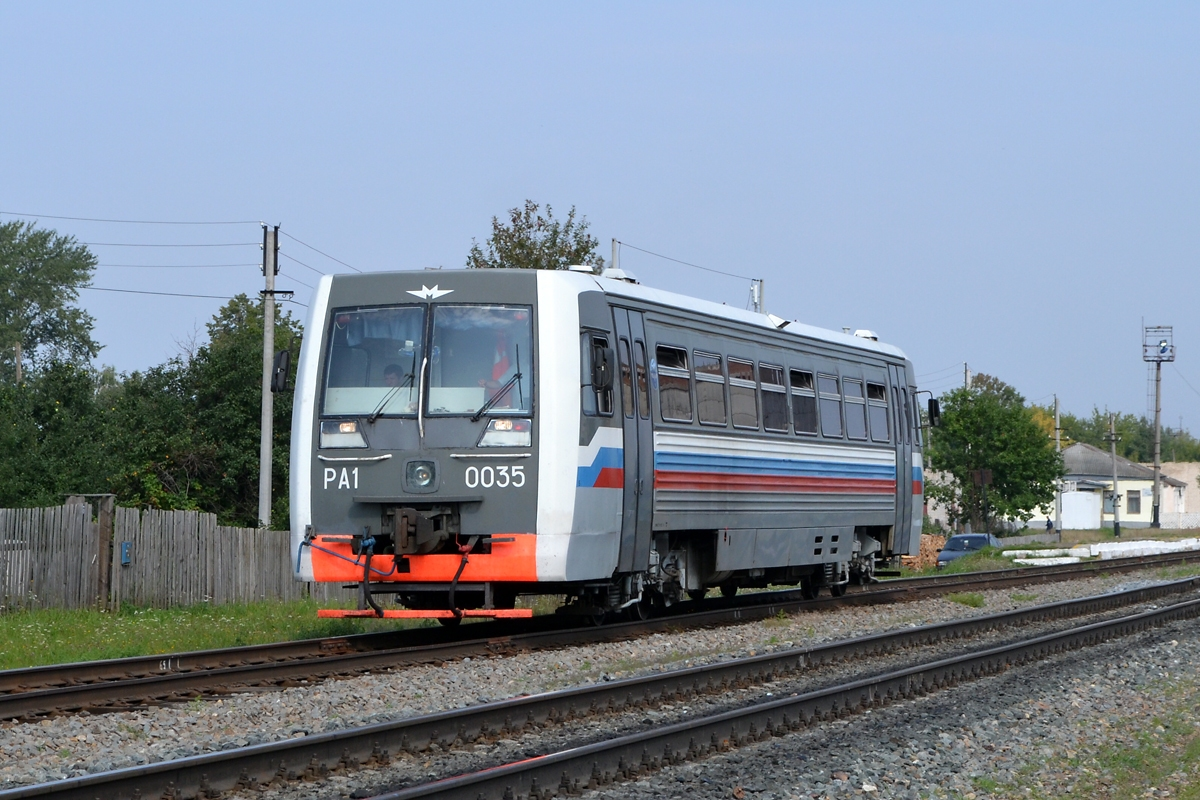
Автомотриса (рельсовый автобус) РА1-0035 (модель 731) в пригородном сообщении
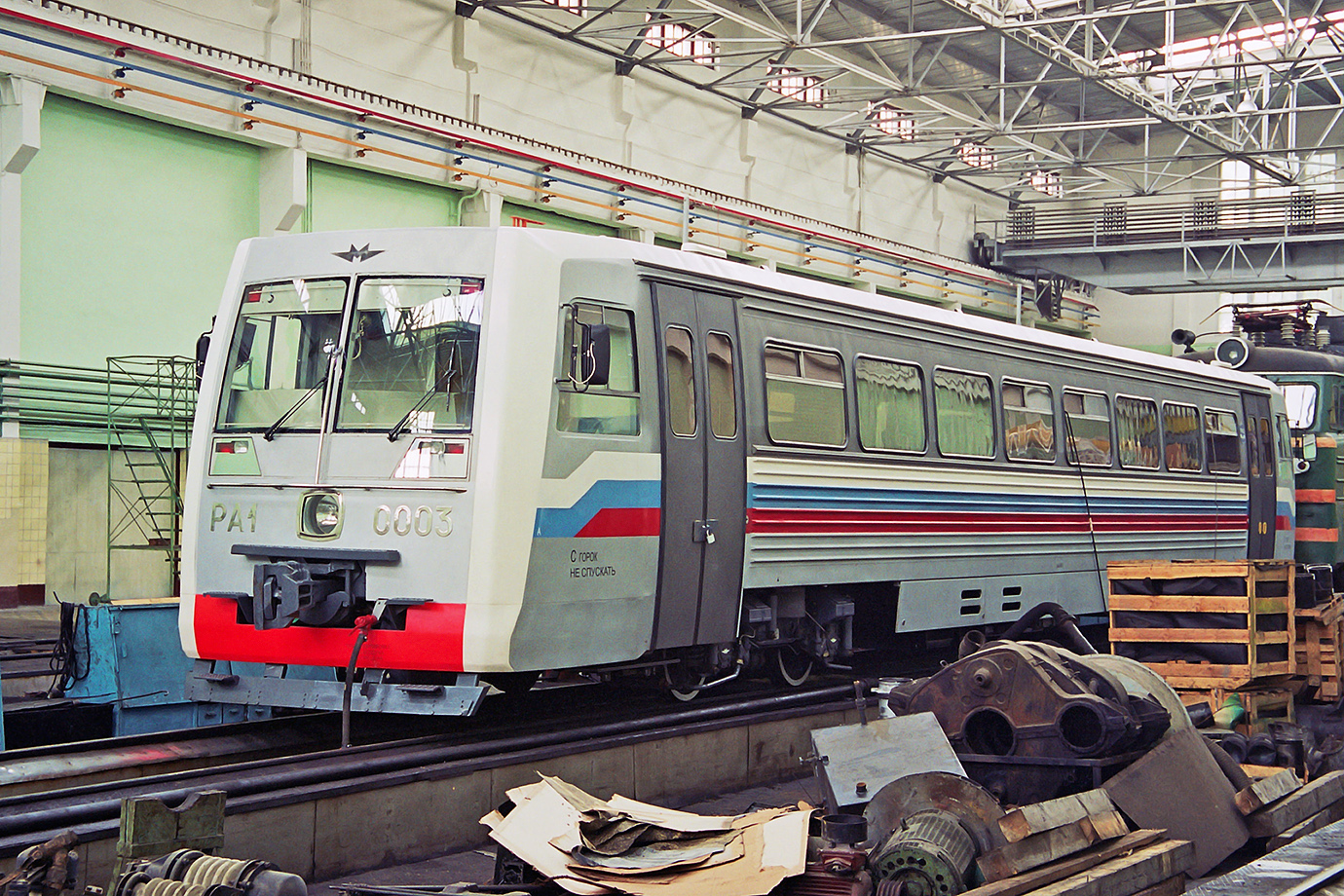
Авт омотриса (рельсовый автобус) РА1-0003 (модель 731.15) на испытаниях
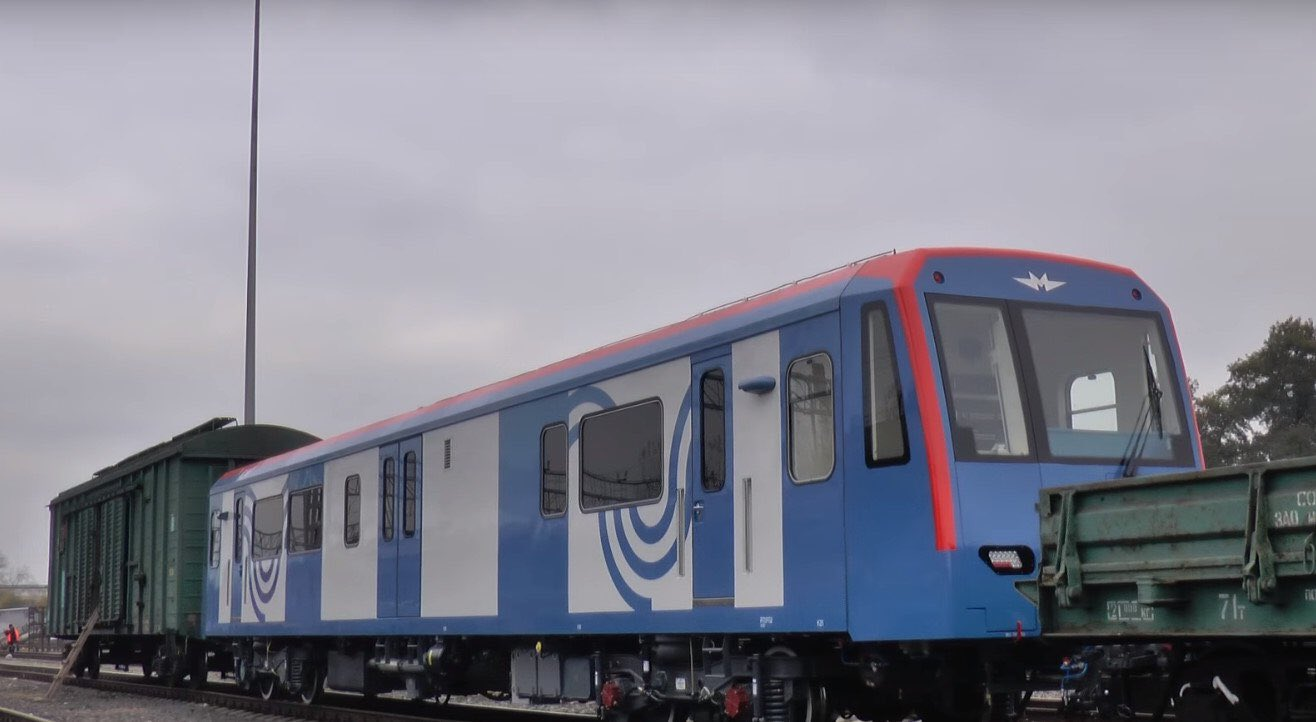
Служебная автомотриса «Ока» для метрополитена
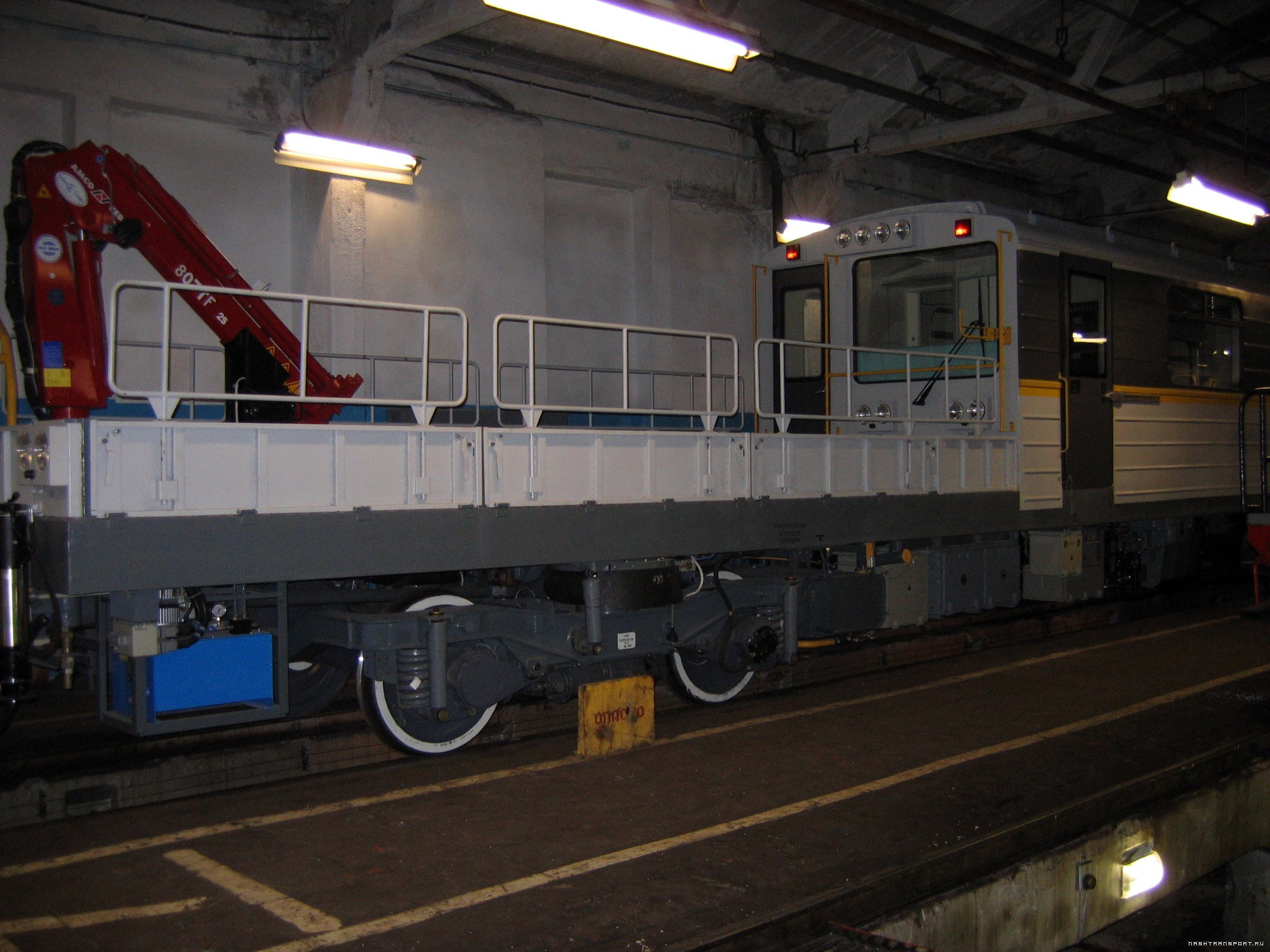
Грузопассажирская автомотриса модели 81-730.05 для метрополитена
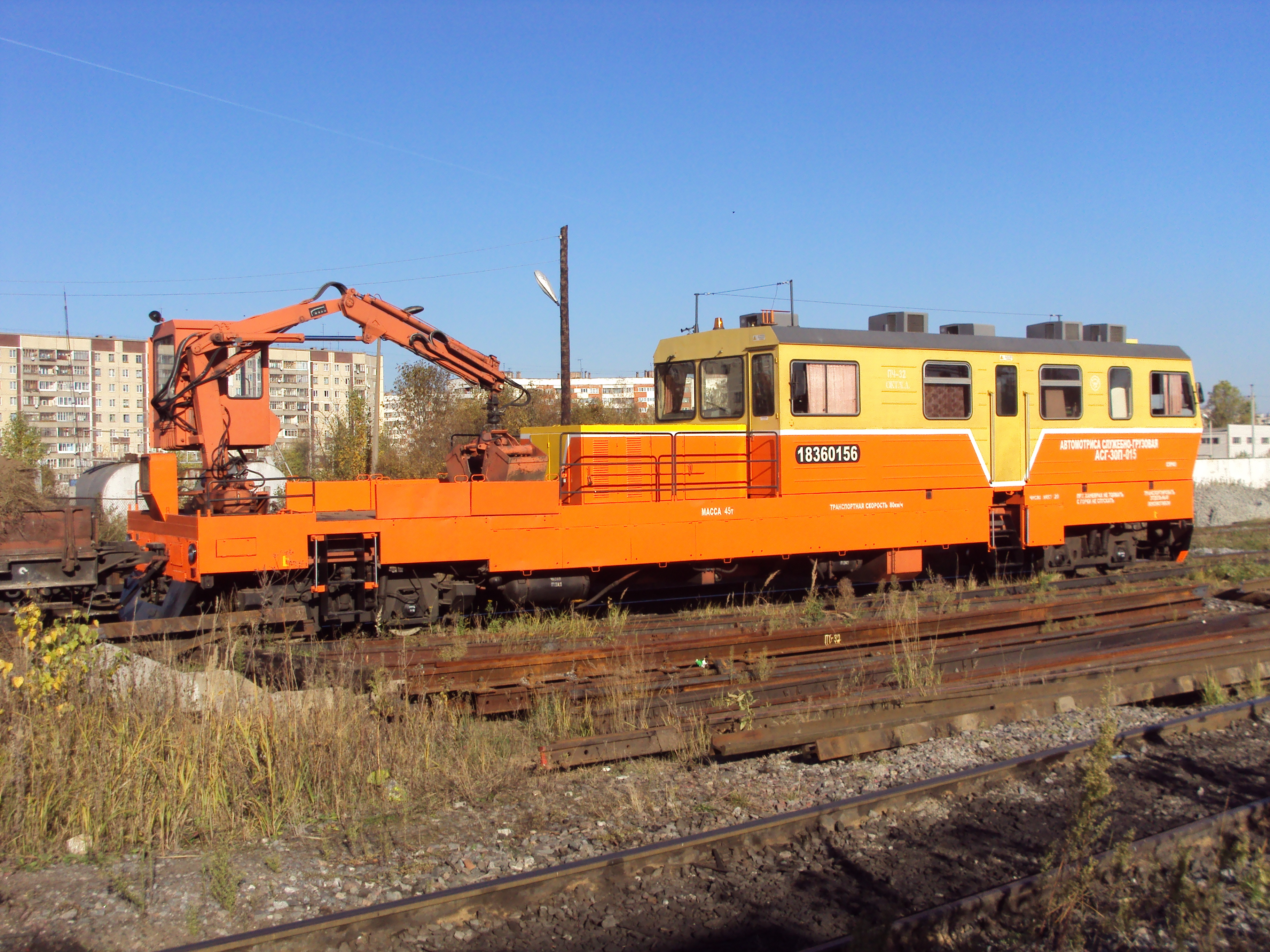
Грузопассажирская автомотриса АСГ-30П

Калужский завод «Калугапутьмаш» с 2001 по 2008 год производил дефектоскопные автомотрис АДЭ1 и МТКП с электрической передачей, построив 67 машин, а с 2008 по 2010 год — её служебно-пассажирский вариант АСЭ1, построив 14 машин, одна из которых поступила в эксплуатацию в России. В 2002 году там же начат выпуск автомотрисы АДЭ2С (опытный образец АДЭ2С-001), с 2010 года производство продолжилось (построено не менее трёх экземпляров). С 2011 года в эксплуатацию поступили автомотрисы АС01 того же завода, количество которых через несколько лет превысило 100 единиц.
Екатеринбургский завод Ремпутьмаш с 2003 года строил служебно-грузовые автомотрисы АСГ-30, позже АСГ-30П. В начале 2020-х годов он начал поставлять автомотрисы, созданные на одной базе, но имеющие разный вид и назначение. Это грузопассажирская АМ140 и служебная (повышенной комфортности) АМ140ПК, ранее известная как АМ140-01, предназначенная для служебных поездок.
С 2009 года фирма «Твема» начала производство служебных автомотрис «Север» с подвагонным расположением дизелей и электрической передачей, построив для Российских железных дорог в общей сложности 16 машин, большинство из которых были оснащены как путеизмерительные лаборатории, а отдельные машины — как инспекционные или служебно-пассажирские. На их основе были созданы экспортные модификации для стран Европы, в том числе в двухвагонном исполнении (как дизель-поезд). На основе их конструкции были созданы двухвагонные диагностические дизель-поезда «Пионер» с внутривагонным расположением дизель-генератора, которые тем не менее официально также классифицируются производителем как автомотрисы.
В 2013 году ОАО «РЖД» получило для инспекционных поездок две скоростные автомотрисы типа 611M, построенные польской фирмой Pesa (пол. Pojazdy Szynowe PESA Bydgoszcz SA). Как и её предшественница автомотриса 610M, автомотриса имеет два дизельных двигателя для достижения высокой скорости и специальную планировку салона с переговорной комнатой, купе начальника, кухней и смотровым салоном, но оснащена более современной кабиной машиниста.

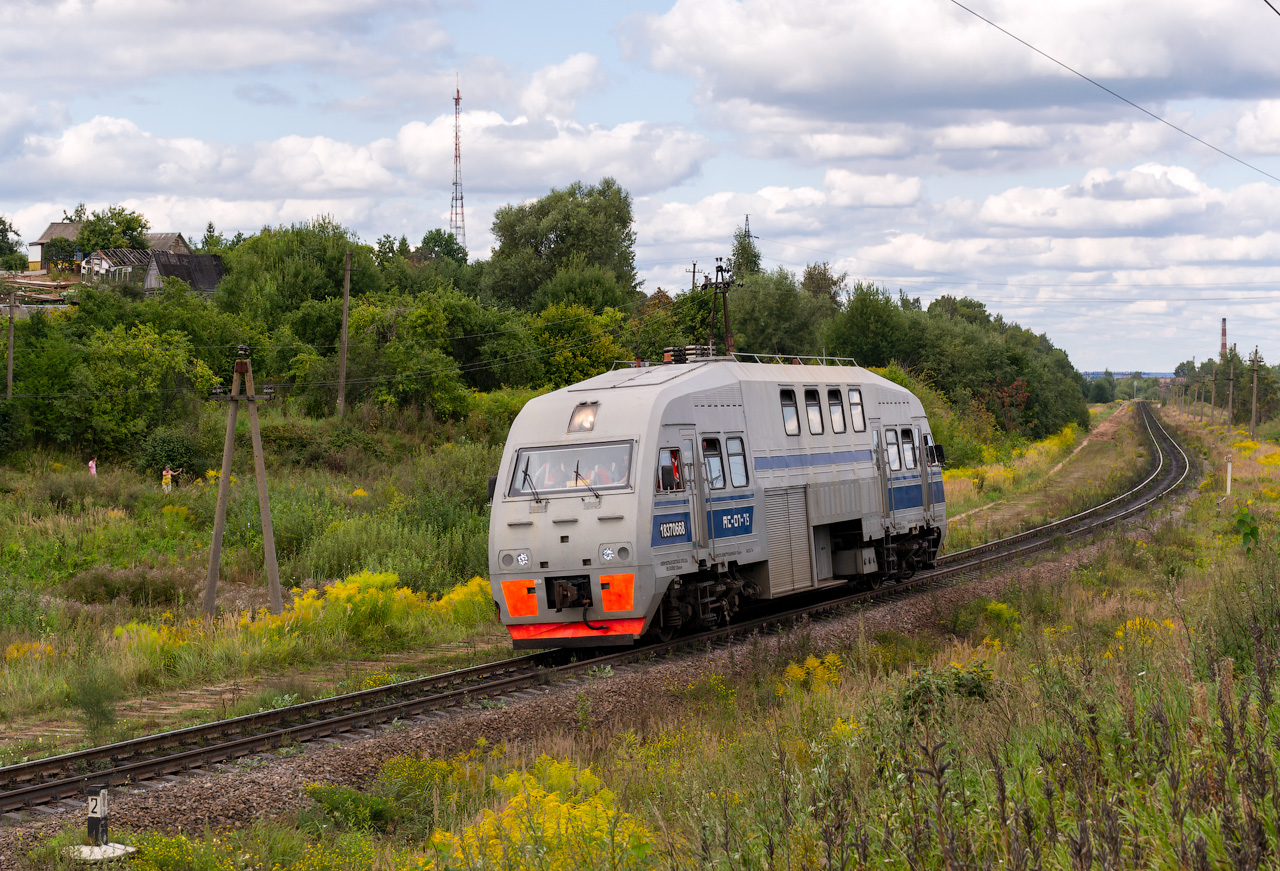
Инспекционно-путейская автомотриса АС01-015 на перегоне
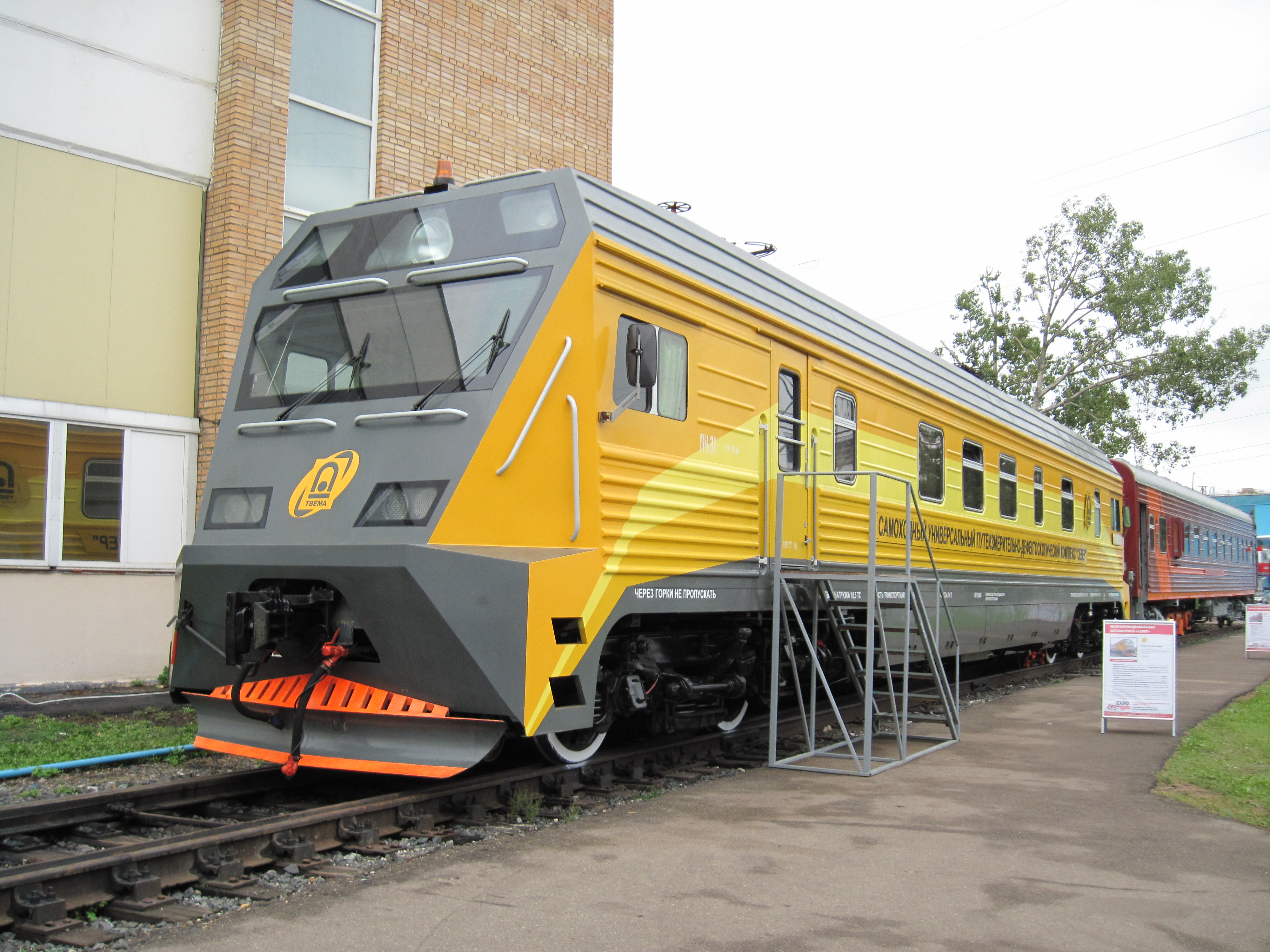
Диагностическая автомотриса «Север»-02
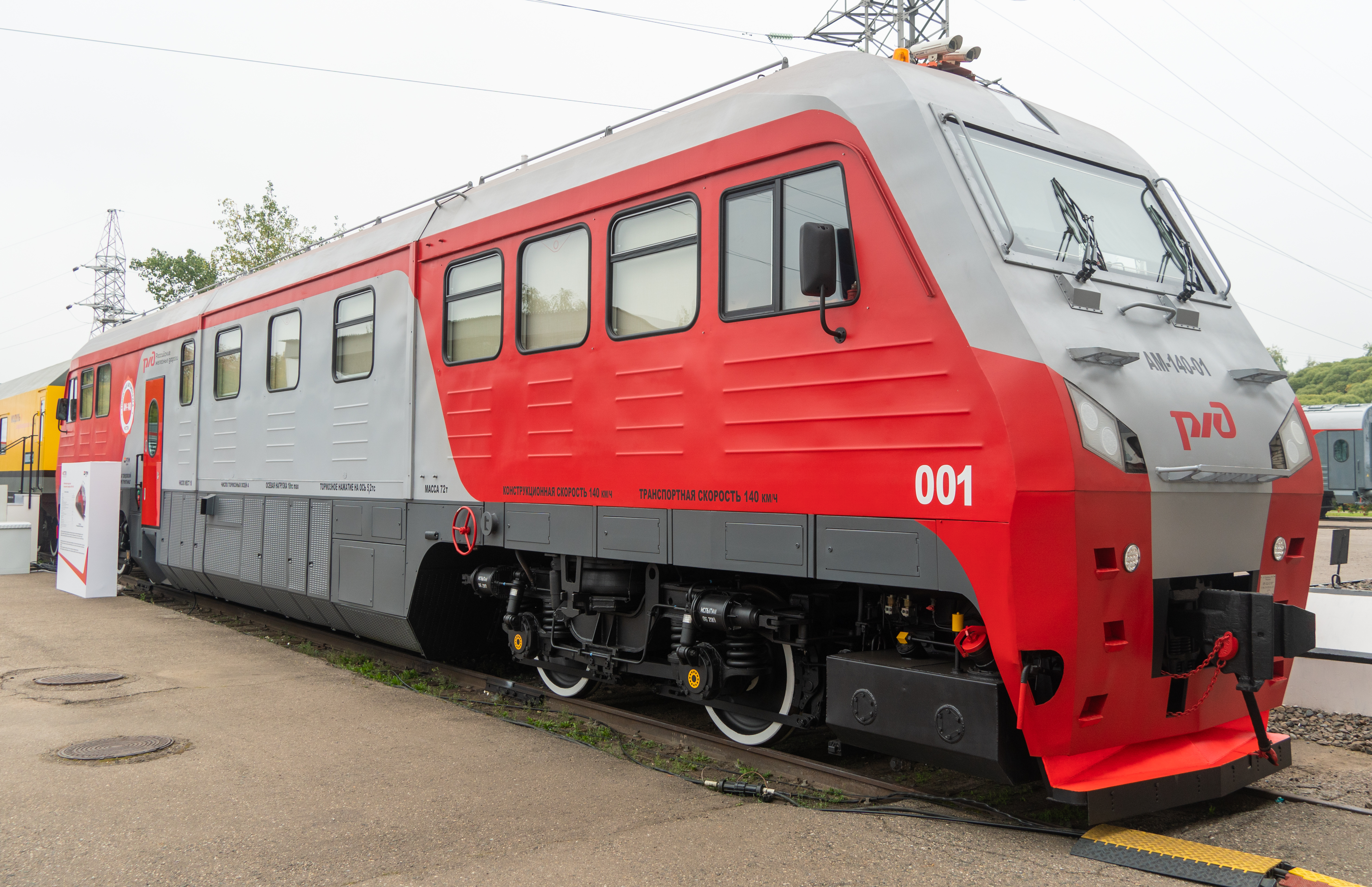
Инспекционная автомотриса АМ140ПК-001 (АМ140-01-001)
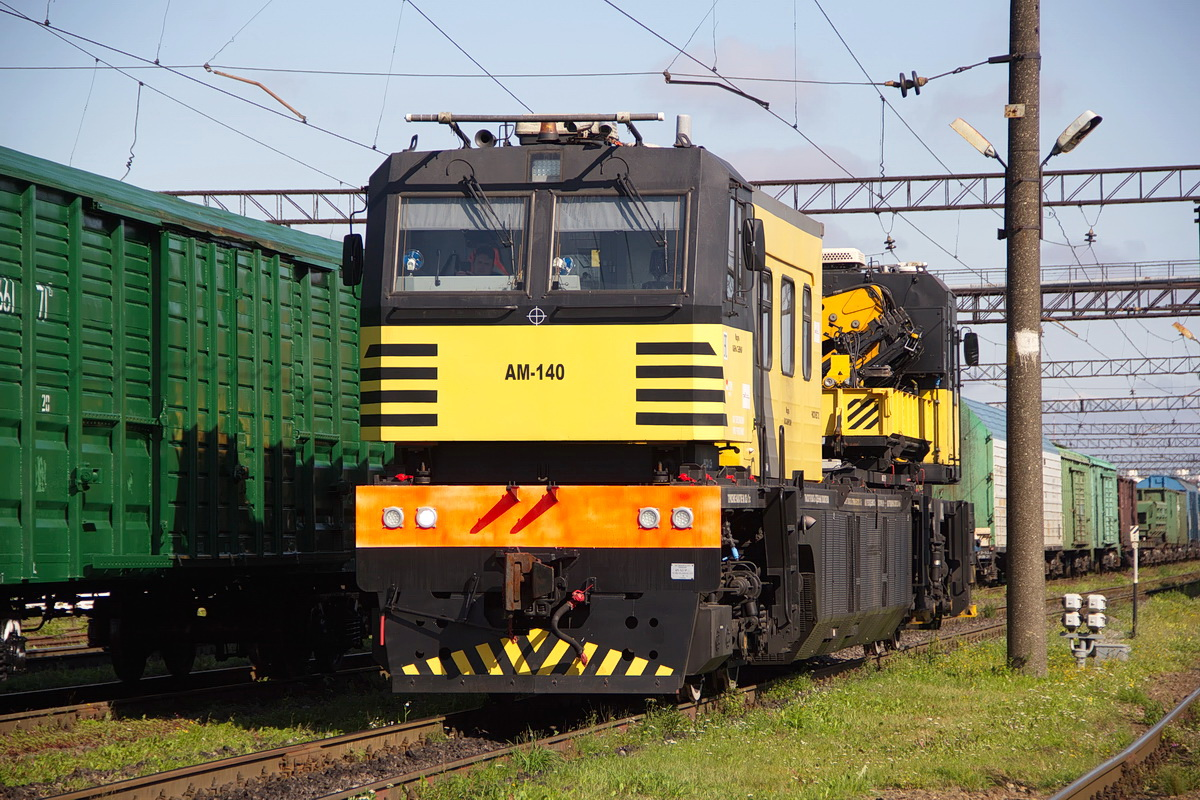
Грузопассажирская автомотриса АМ140-002
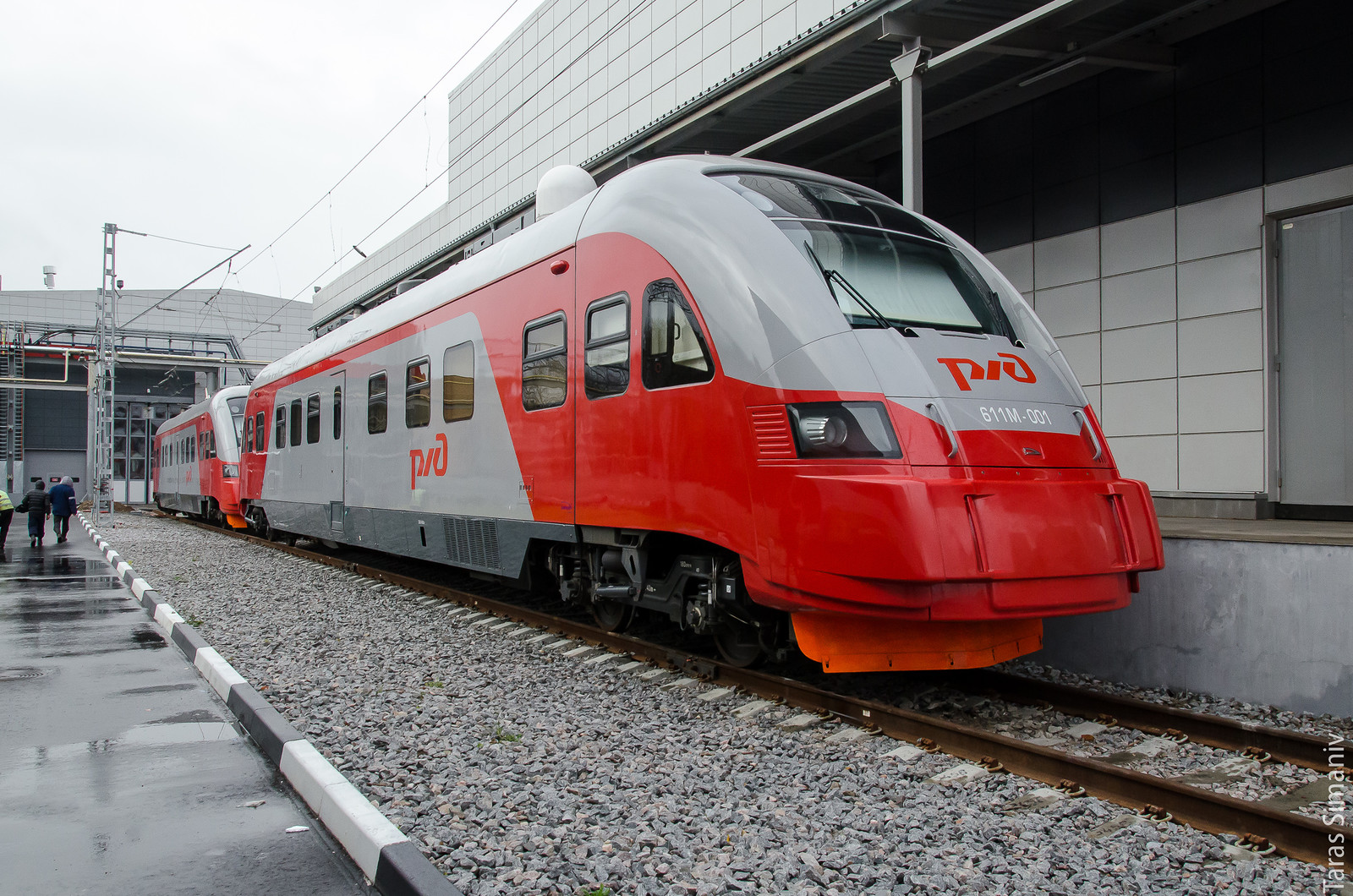
Инспекционные автомотрисы 611M-001 (справа) и 611M-002

#### Украина
Термин «рельсовый автобус» по отношению к современным пассажирским автомотрисам также часто употребляют на Украине.
После распада СССР в Украине продолжили эксплуатироваться служебные автомотрисы чехословацкого производства — две АЧО и одна АЧ2, а также более старые советские АДС1 и АС1А. По состоянию на 2020-е годы, машины всех серий продолжают использоваться для инспекционных поездок. Также несколько моторных вагонов дизель-поездов Д1 на ряде дорог были переделаны в автомотрисы путём установки второй кабины машиниста от списанного моторного вагона взамен хвостового тамбура. Эти автомотрисы также начали использоваться как служебные.
С 2004 года по заказу Украинской железной дороги производство автомотрис начал польский завод PESA. В 2005 году он выпустил и поставил служебную автомотрису 610M, а с 2005 по 2009 — 10 пассажирских автомотрис 620M и дополнительно в 2012 году — автомотрису 620Mc с модифицированной кабиной машиниста, аналогичную поставленным для Белоруссии. Автомотриса модели 610M была создана для инспекционных поездок высокопоставленных лиц, в связи с чем имеет специальную компоновку интерьера со смотровым салоном, купе начальника и конференц-залом, а также высокую скорость, для чего на автомотрисе установлены два двигателя мощностью по 315 кВт с приводом на каждую тележку, в то время как пассажирские автомотрисы имеют только один двигатель с приводом на одну тележку и сиденья пригородной компоновки. Предусмотрена возможность эксплуатации автомотрис по системе многих единиц в составах до трёх вагонов. Автомотрисы 620M стали использоваться для пригородных пассажирских перевозок на малозагруженных линиях в различных регионах Украины, а с конца 2018 года также эксплуатировались в Киеве в качестве аэроэкспресса Kyiv Boryspil Express сообщением Киев — Борисполь, в том числе в сдвоенной составности (по сути, двухвагонный дизель-поезд). По состоянию на начало 2020-х годов большая их часть простаивала и требовала ремонта, который был начат в 2023 году.

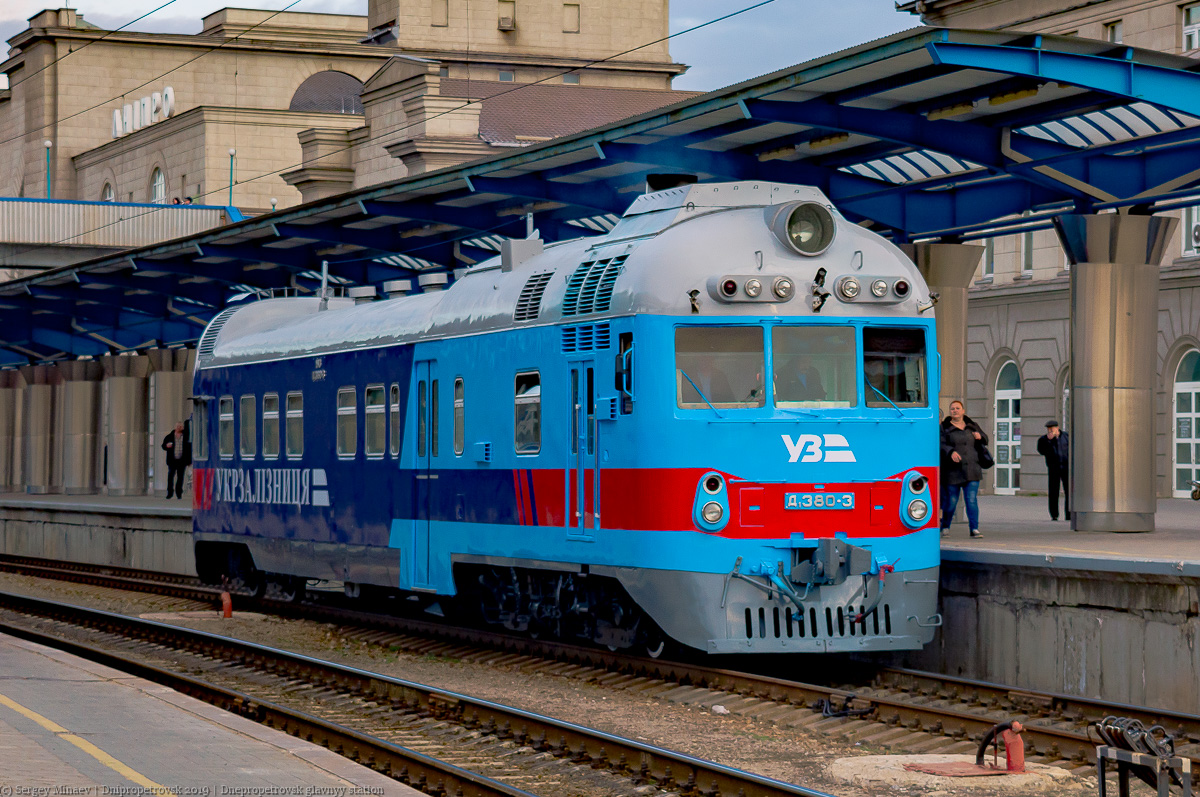
Инспекционная автомотриса Д1-380-3 (доработка вагона 380-3 дизель-поезда Д1-380)
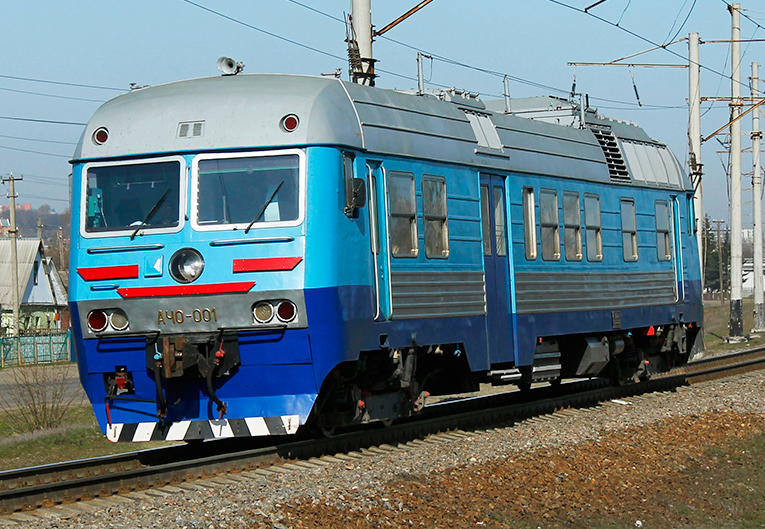
Инспекционная автомотриса АЧО-001 — наследие СССР
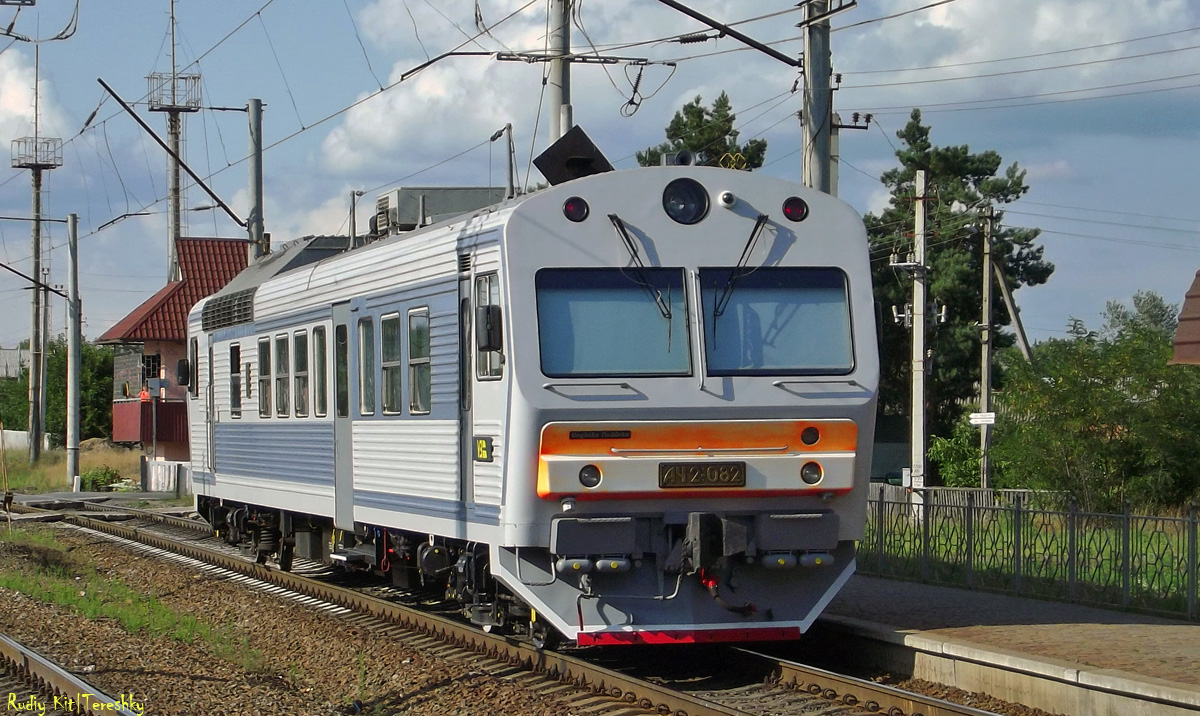
Инспекционная автомотриса АЧ2-082 — единственная АЧ2, попавшая на Украину
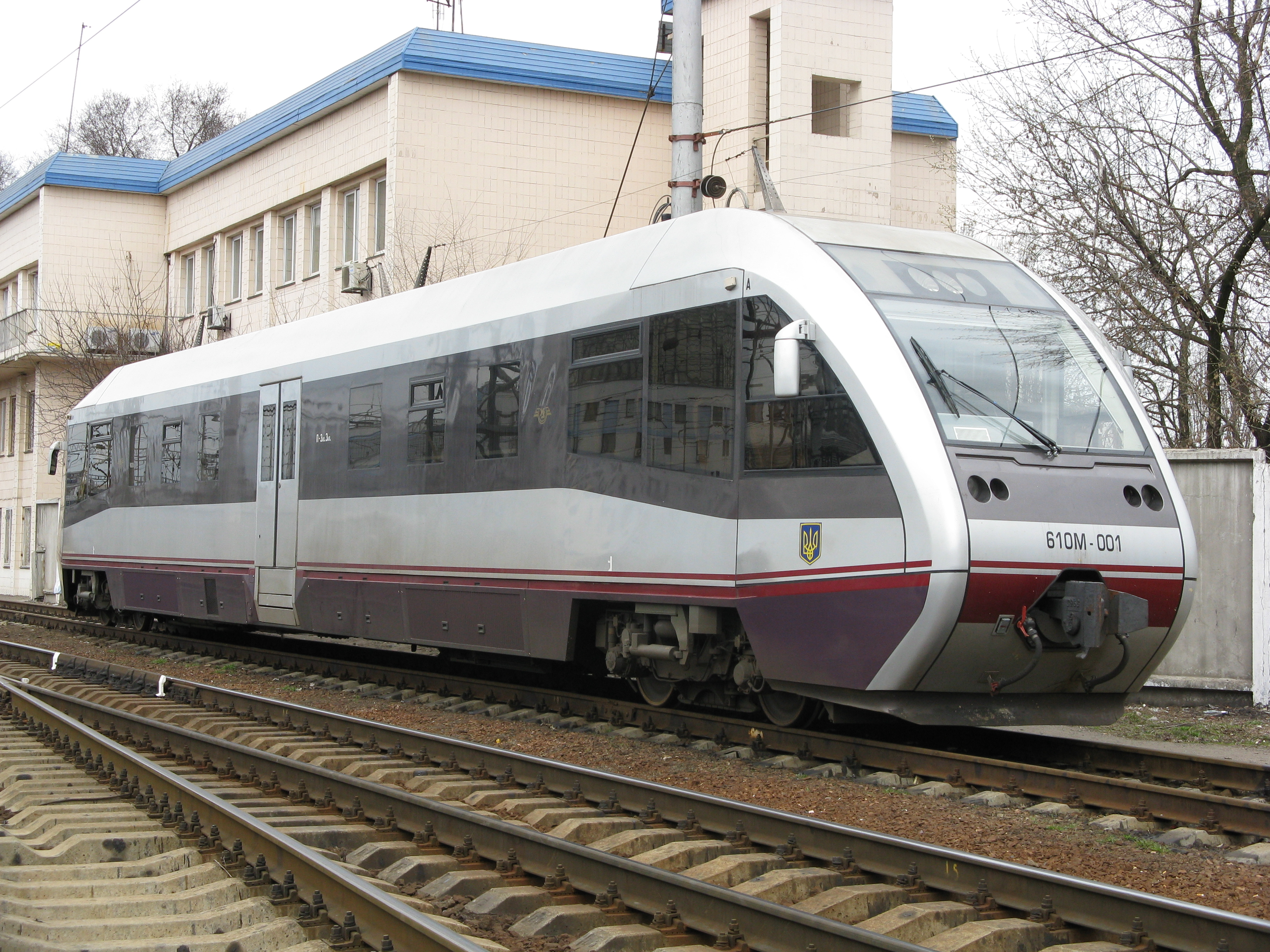
Инспекционная автомотриса 610M-001 часто упоминается как рельсовый автобус
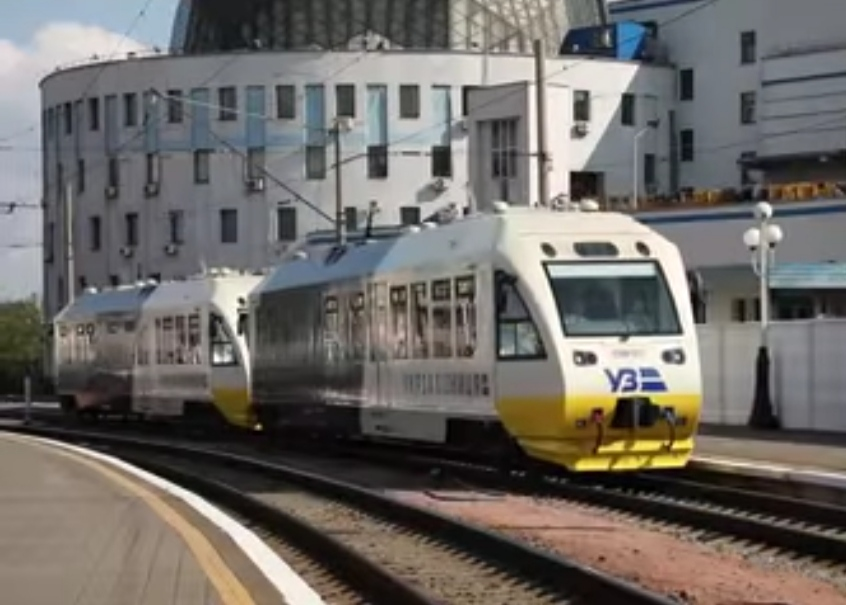
Дизель-поезд из двух автомотрис 620M «Kyiv Boryspil Express»
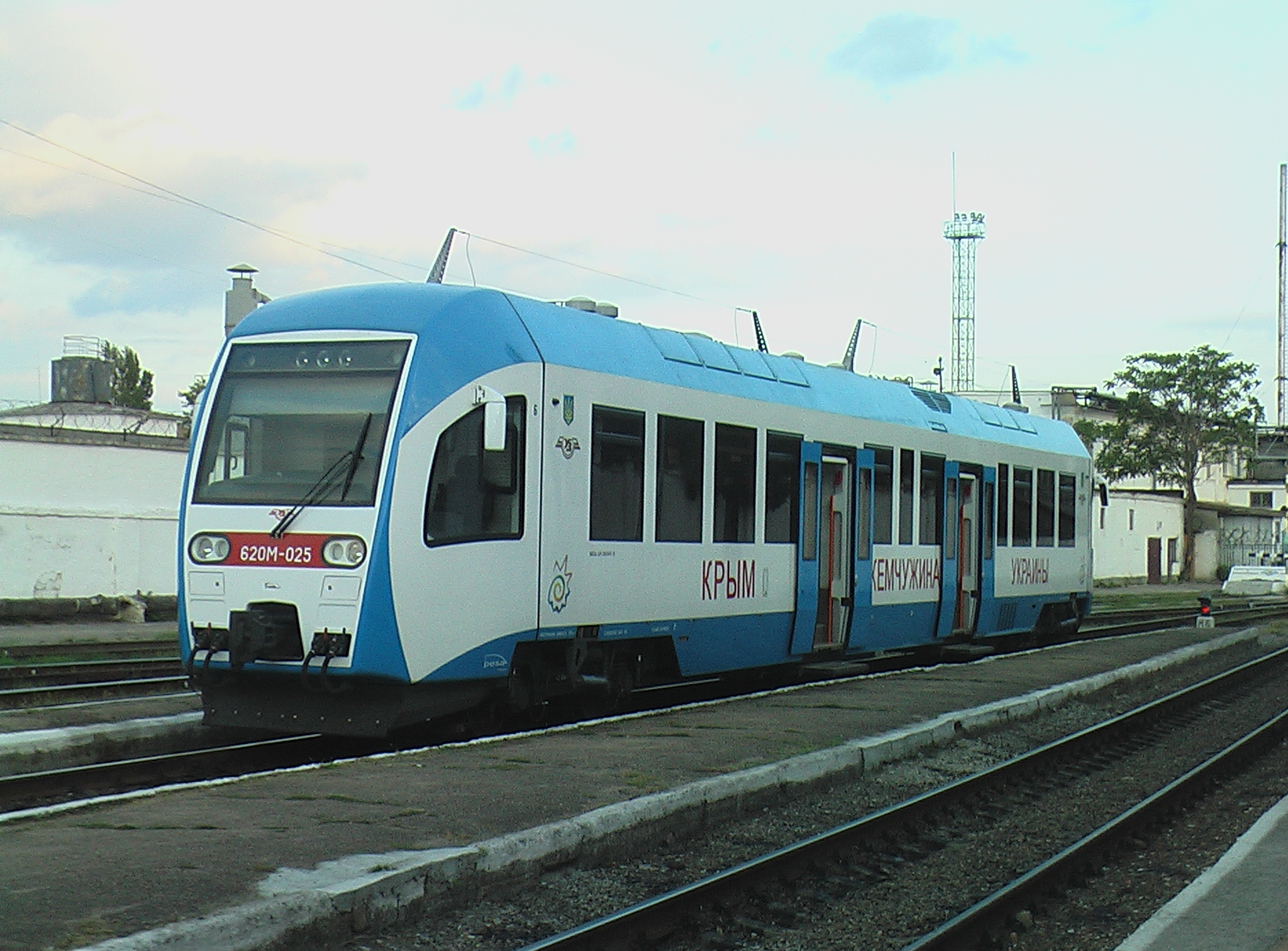
Пассажирская автомотриса (рельсовый автобус) 620M-025

#### Белоруссия
По инициативе Белорусской железной дороги в 2011 году на основе автомотрисы 620М была разработана и выпущена автомотриса PESA 620Mc с новой кабиной машиниста — результат совместного проект ОАО «Белкоммунмаш» и польской холдинговой компании PESA при участии ОАО «Минский вагоноремонтный завод». Версия для Белоруссии получила обозначение ДП1 (то есть как дизель-поезд) и заводскую модель PESA 620McB. Таких машин было выпущено и поставлено для БЧ шесть экземпляров.

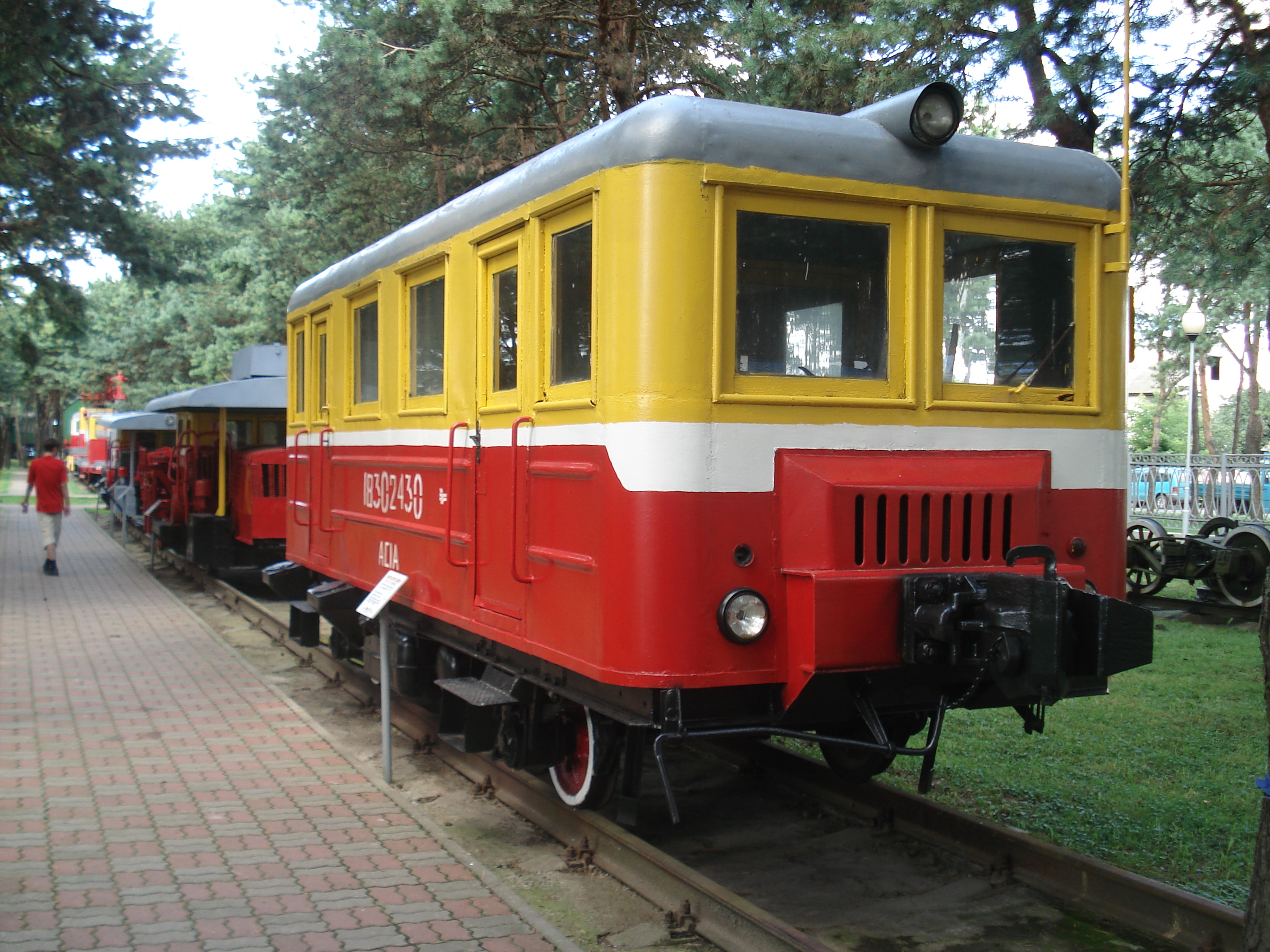
Служебно-пассажирская автомотриса АС1А
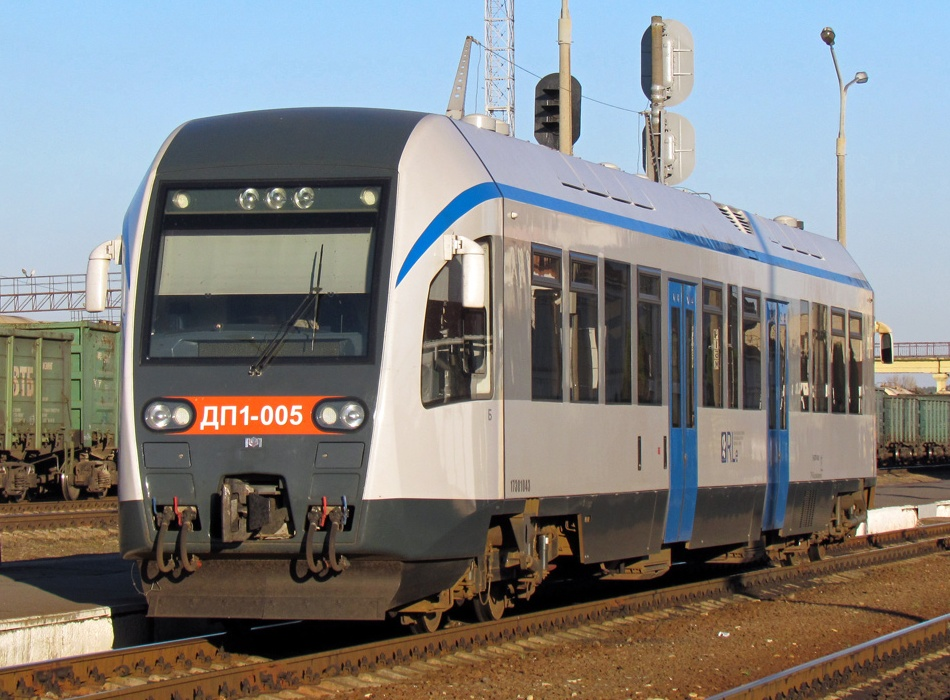
Пассажирская автомотриса ДП1-005 (620McB-028)
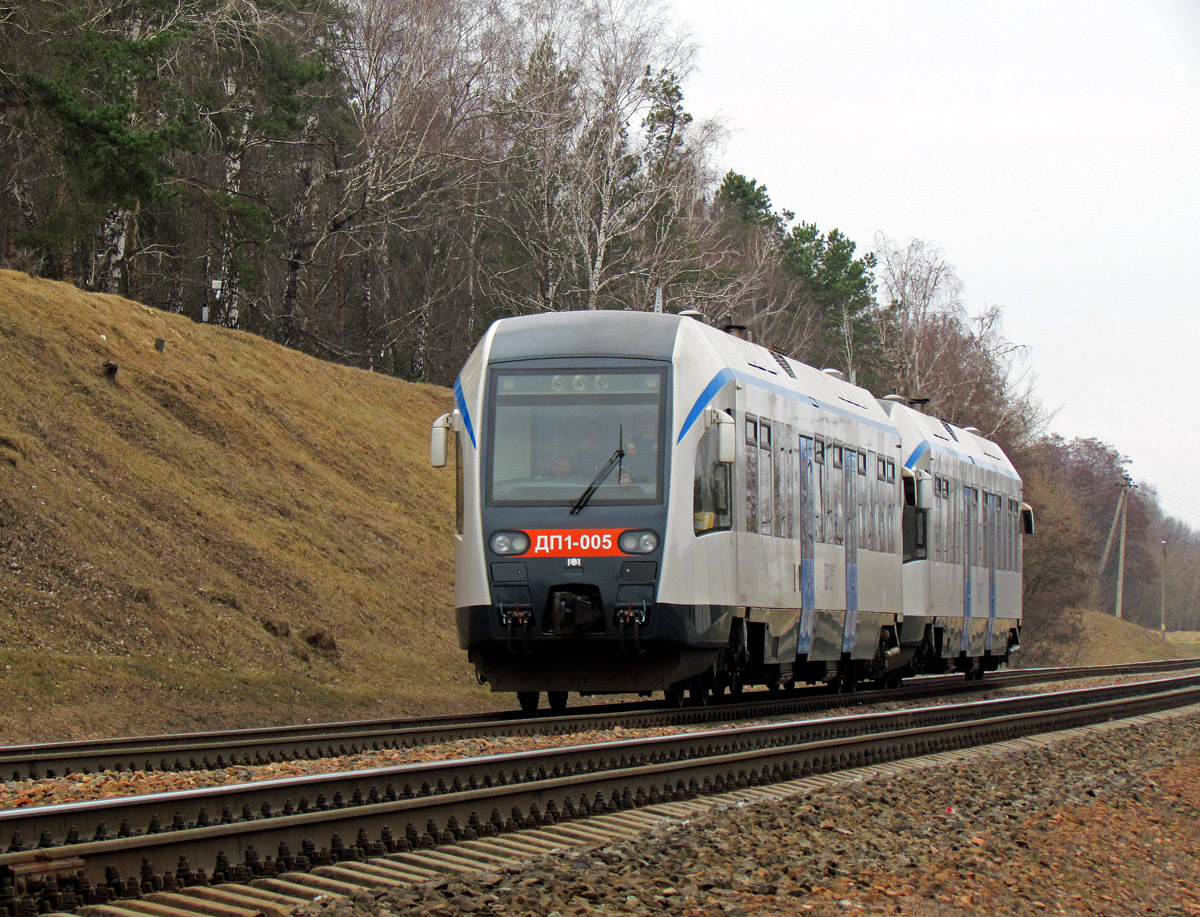
Дизель-поезд из двух автомотрис ДП1
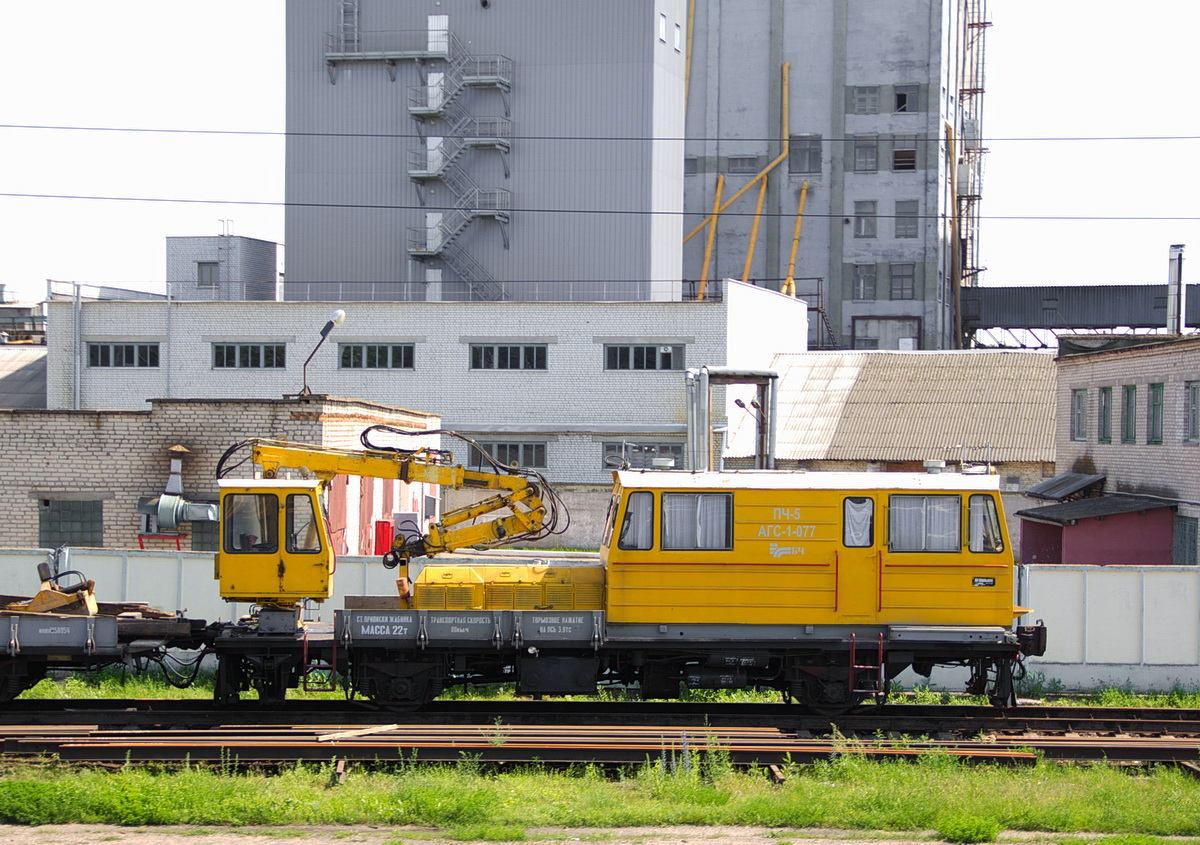
Монтажная автомотриса АГС1-077

#### Литва
В 2008 году Литовские железные дороги (Lietuvos geležinkeliai, или LG) разместили заказ на рельсовые автобусы серии 620М для обслуживания пригородных линий с низкой интенсивностью движения.
2 октября 2008 года в Вильнюсе было запущено сообщение 620М между железнодорожным вокзалом и аэропортом.
В 2009 году эти автомотрисы обслуживали также сообщения Вильнюс — Шештокай, Радвилишкис — Мажейкяй и Шяуляй — Рокишкис.
Новые вагоны позволили прекратить эксплуатацию дизель-поездов Д1.

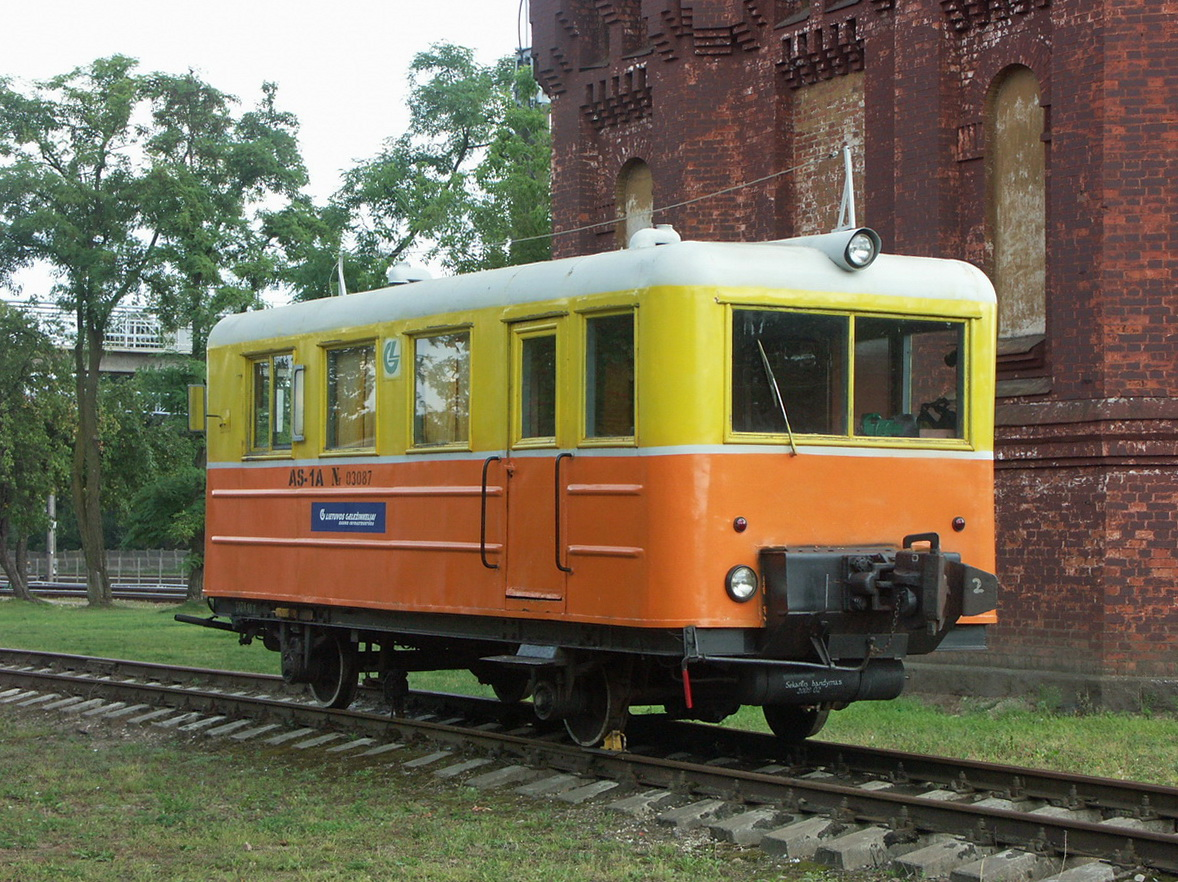
Служебно-пассажирская автомотриса АС1А-3087 советской постройки
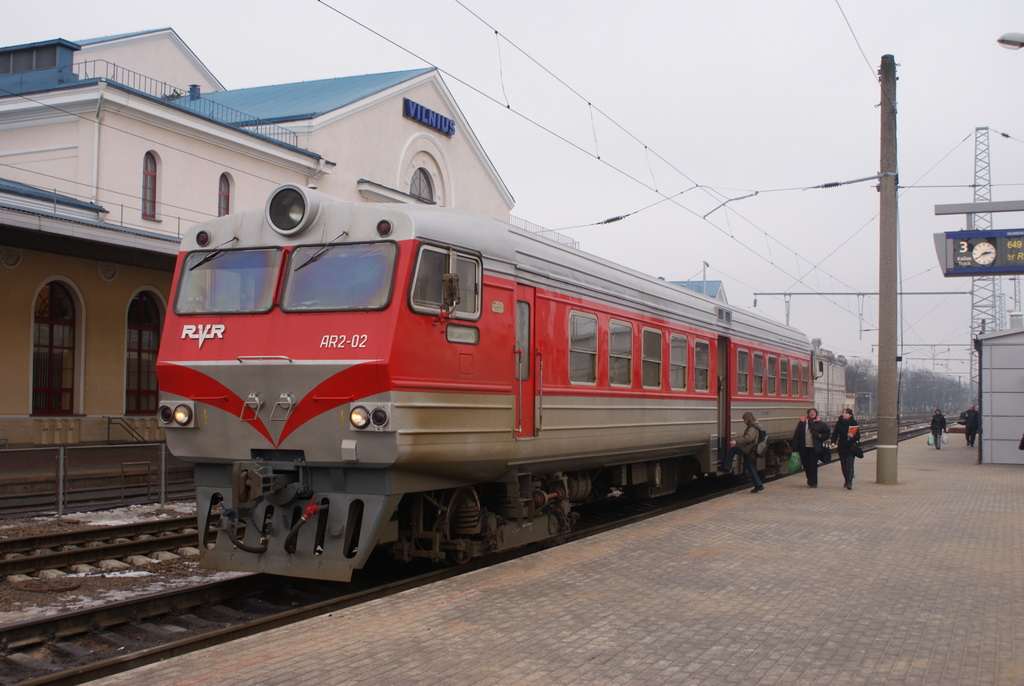
Пассажирская автомотриса АР2-02 от РВЗ, унифицирована с дизель-поездами этого же завода
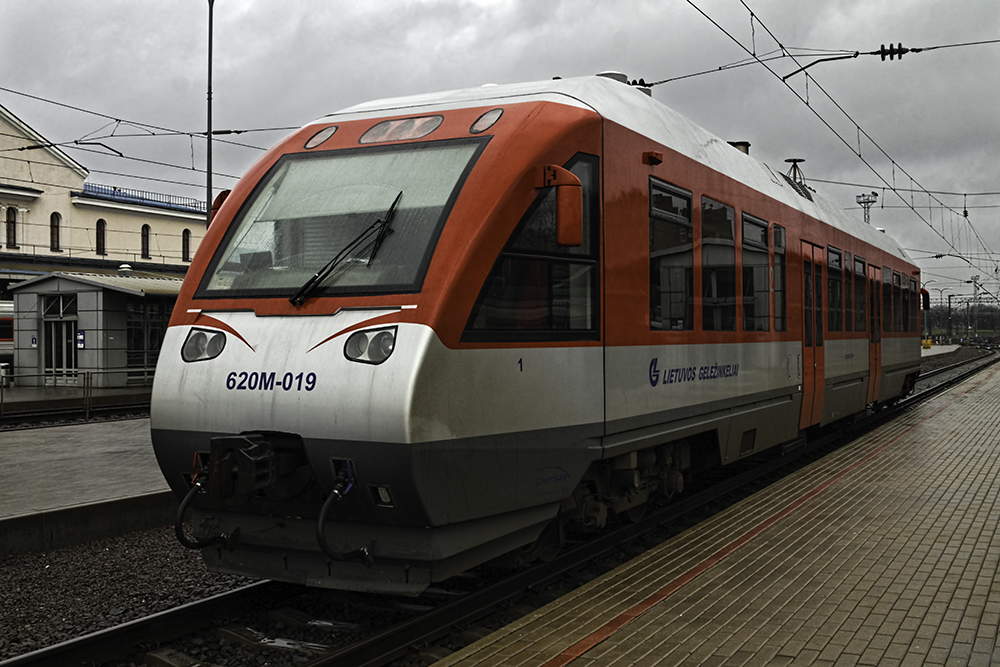
Пассажирская автомотриса 620M-019 польского производства

#### Латвия

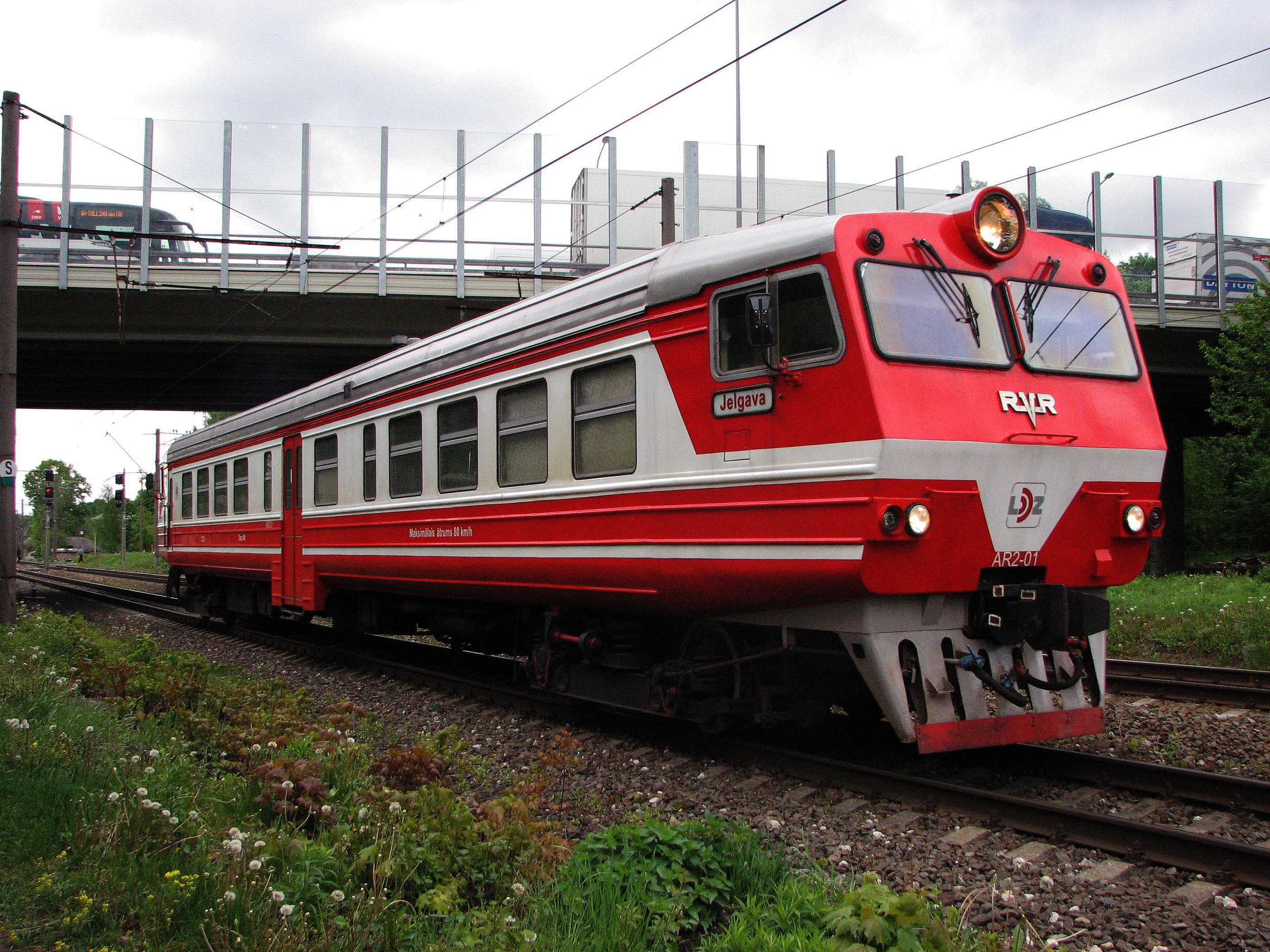
Автомотриса АР2-01 проходит перегон
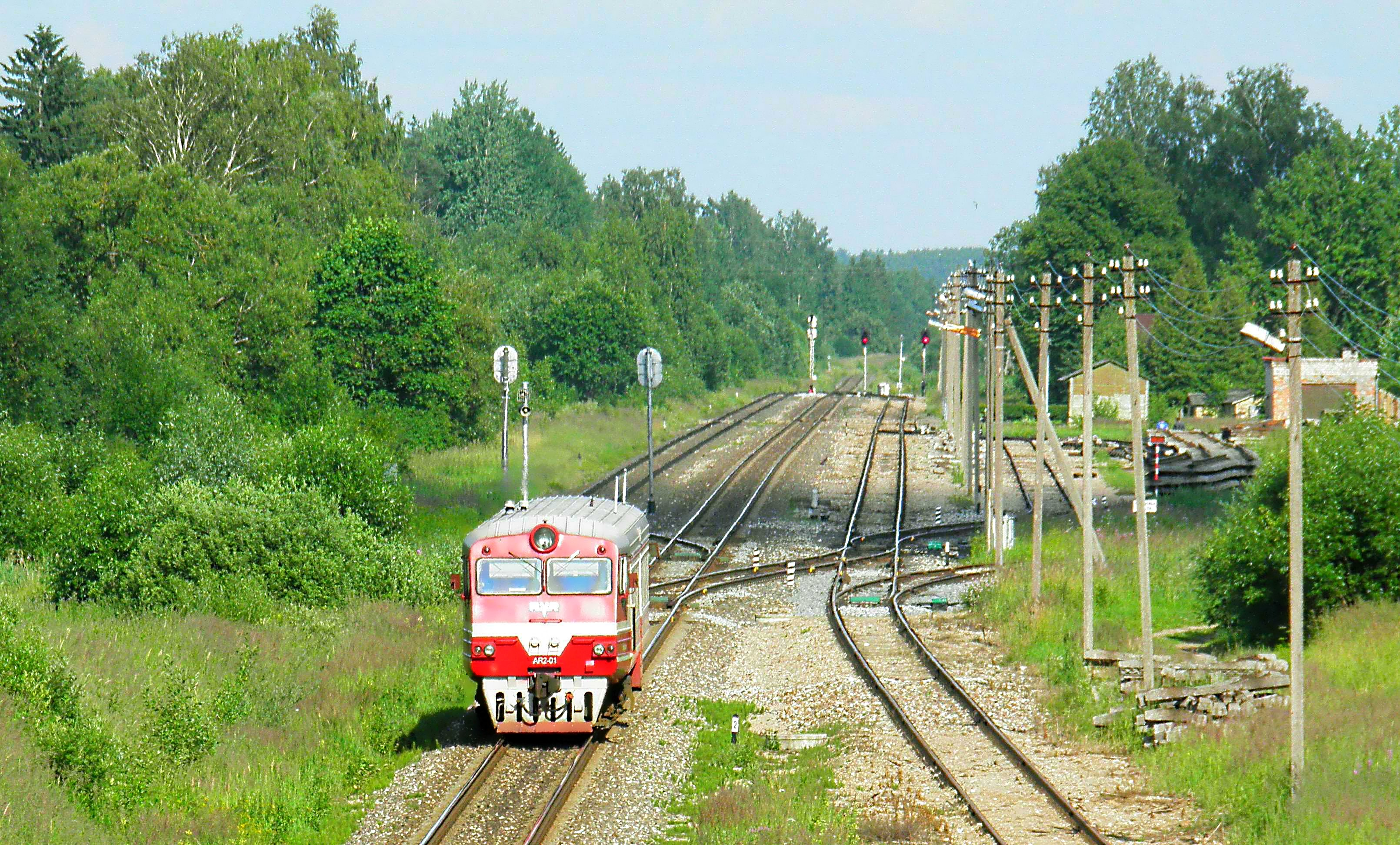
Автомотриса АР2-01, вид спереди
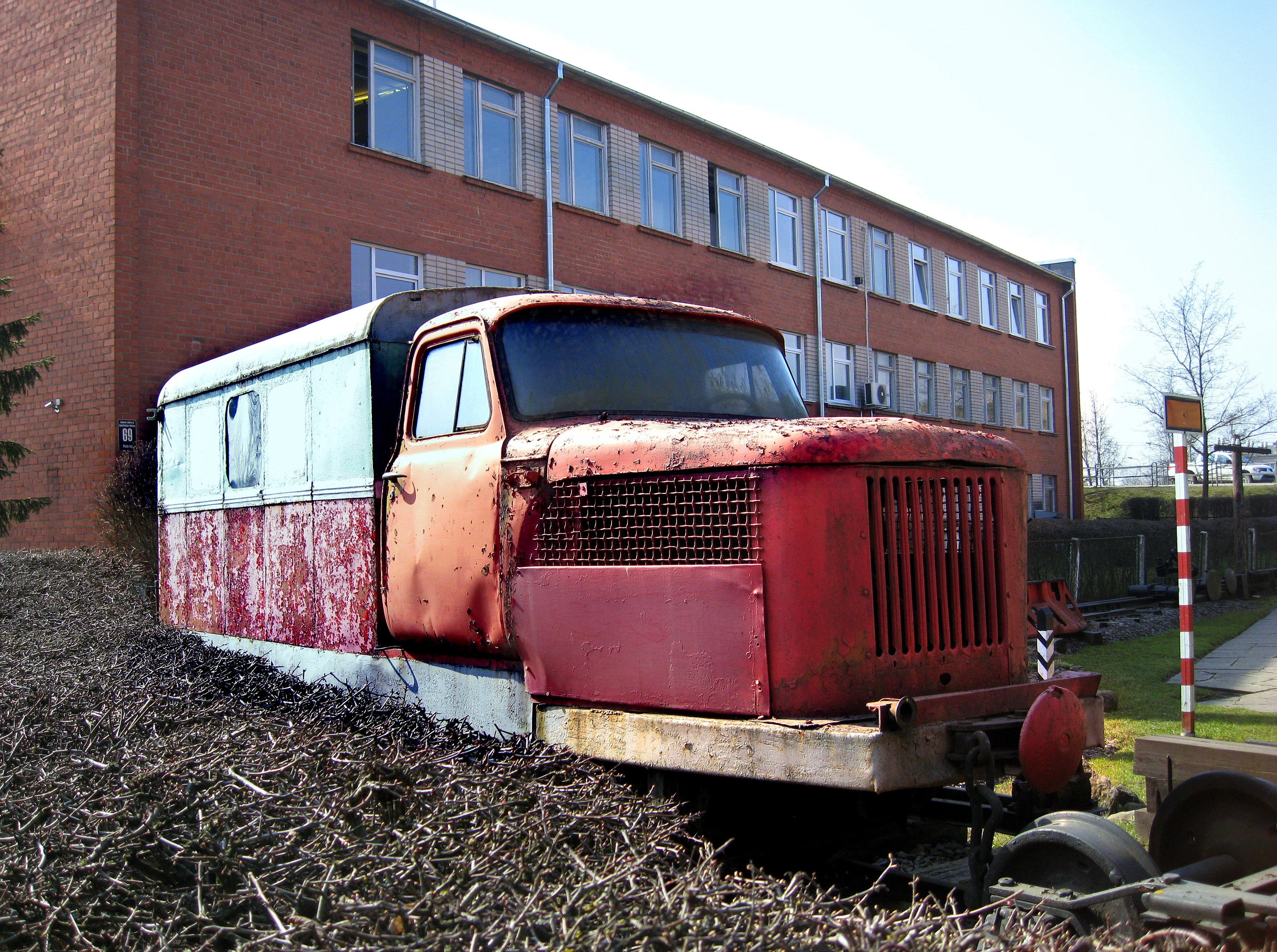
Узкоколейная автомотриса (автодрезина)

### Северная Америка

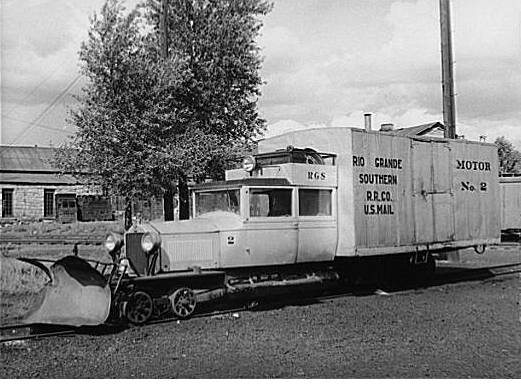
Автомотриса Galloping Goose на железной дороге Rio Grande Southern (США)
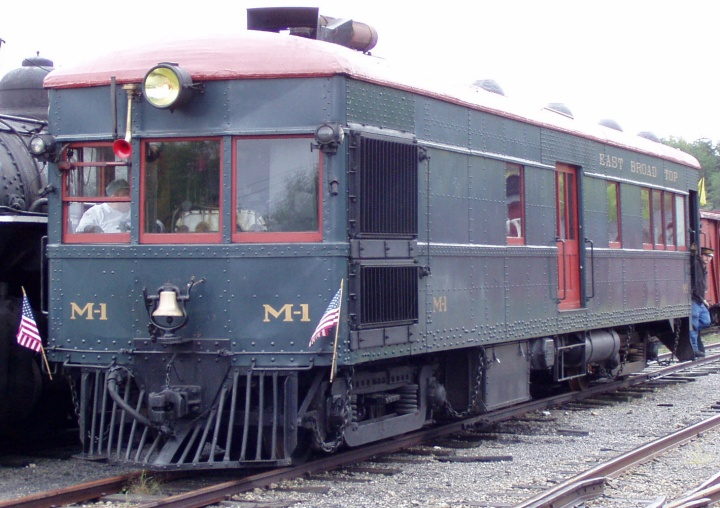
Автомотриса (рельсовый автобус) М-1 на узкоколейной железной дороге East Broad Top (США)
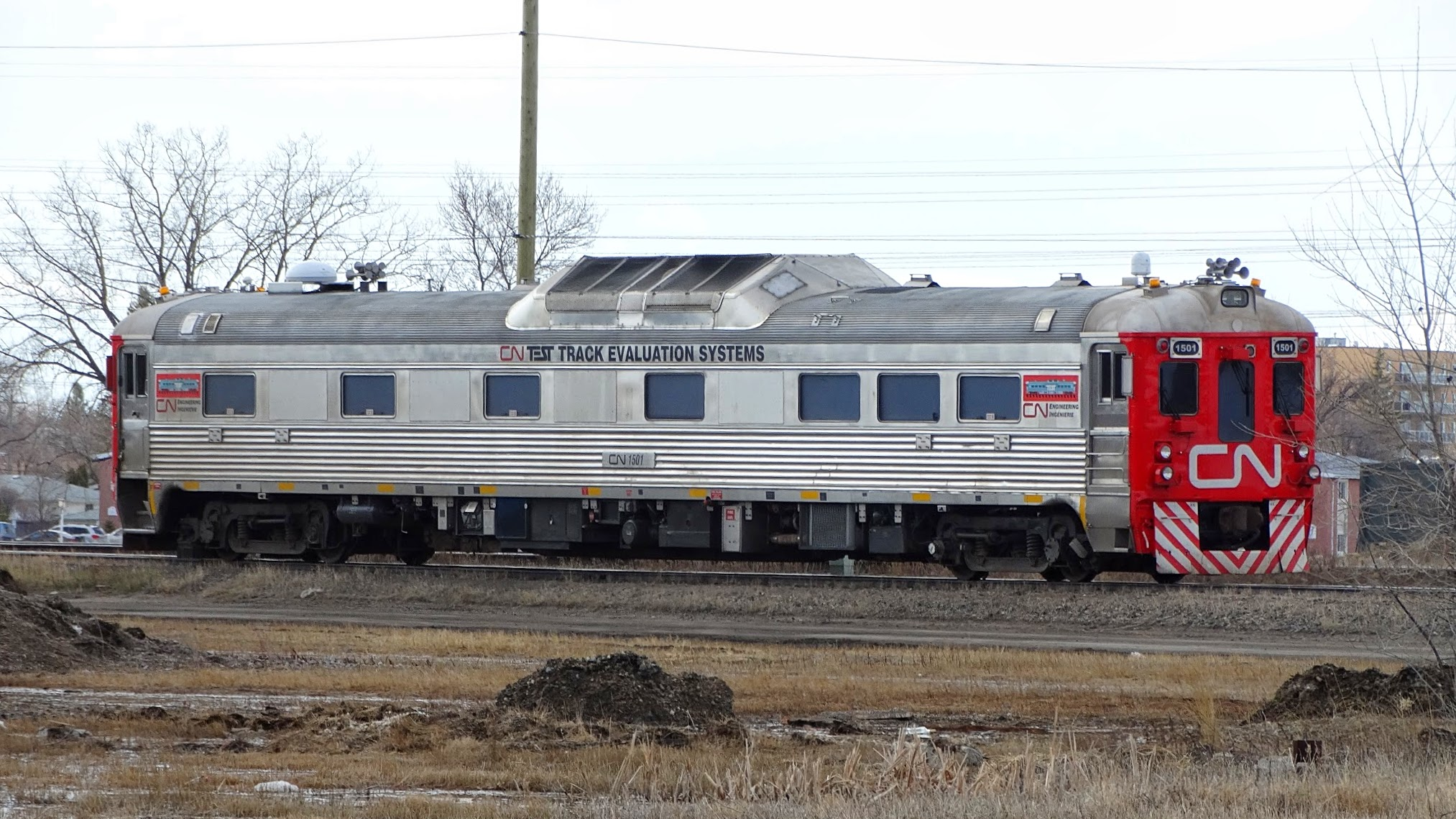
Автомотриса (рельсовый автобус) железной дороги Canadian National Railway (CN, Канада)

### Европа

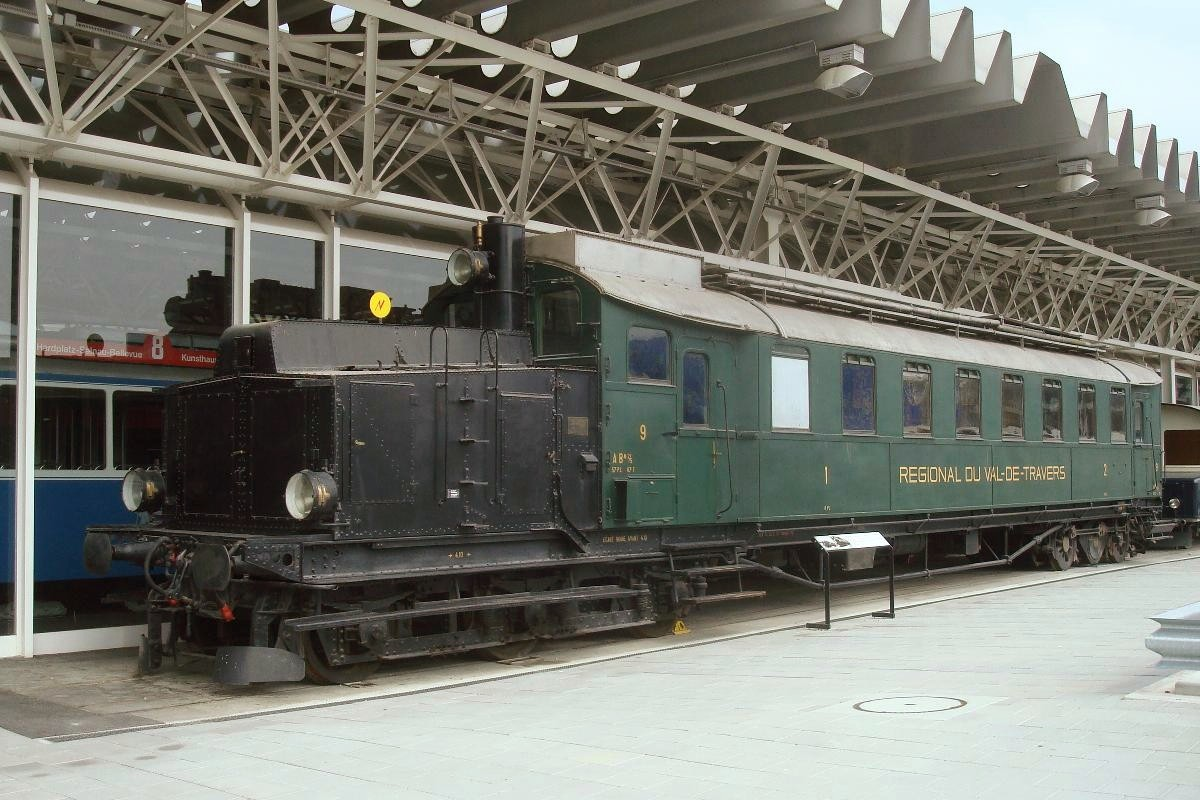
Пассажирская автомотриса (рельсовый автобус) серии ABm 2/5 9 (ранее BCm 2/5 9) оператора Régional du Val-de-Travers (RVT, Швейцария) — одна из первых дизельных машин с электрической передачей
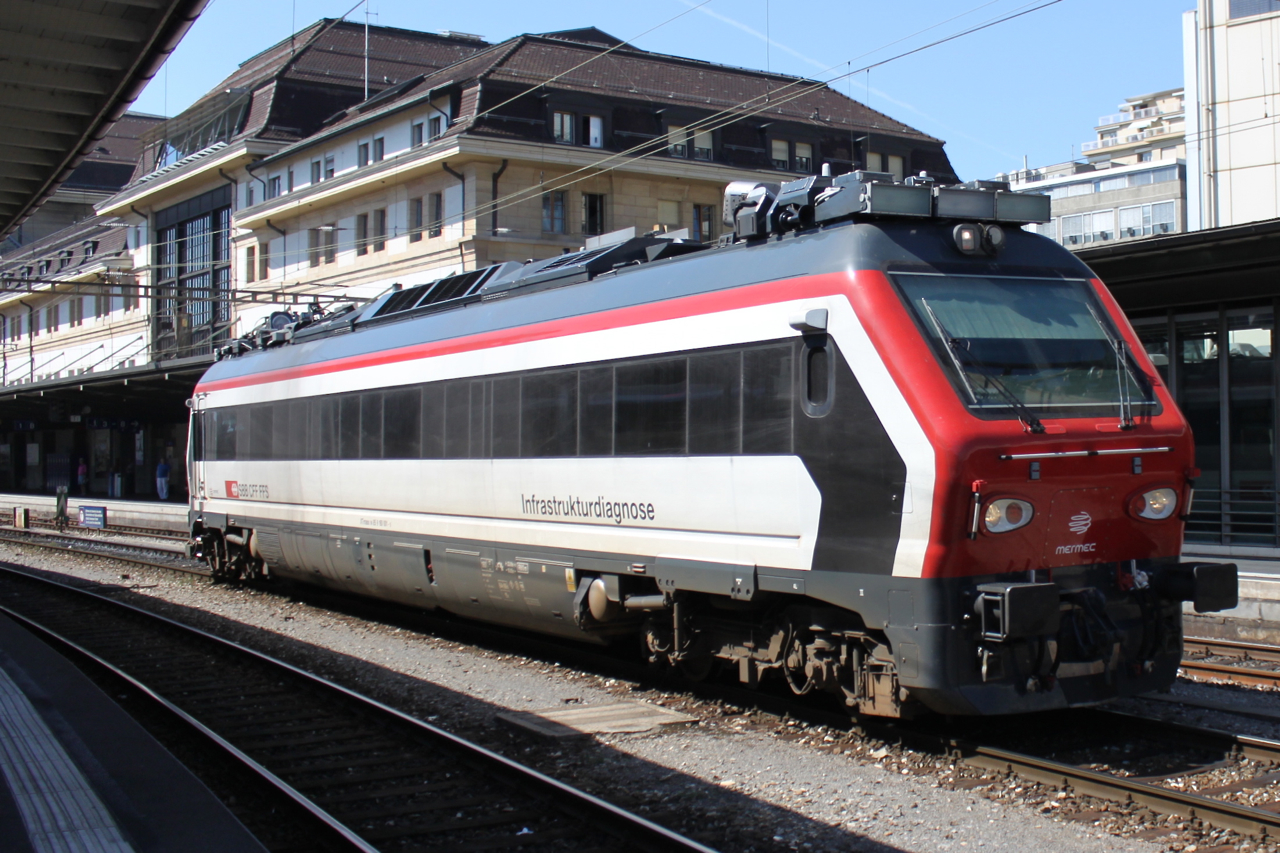
Измерительная автомотриса серии XTmass оператора SBB CFF FFS (Швейцария)
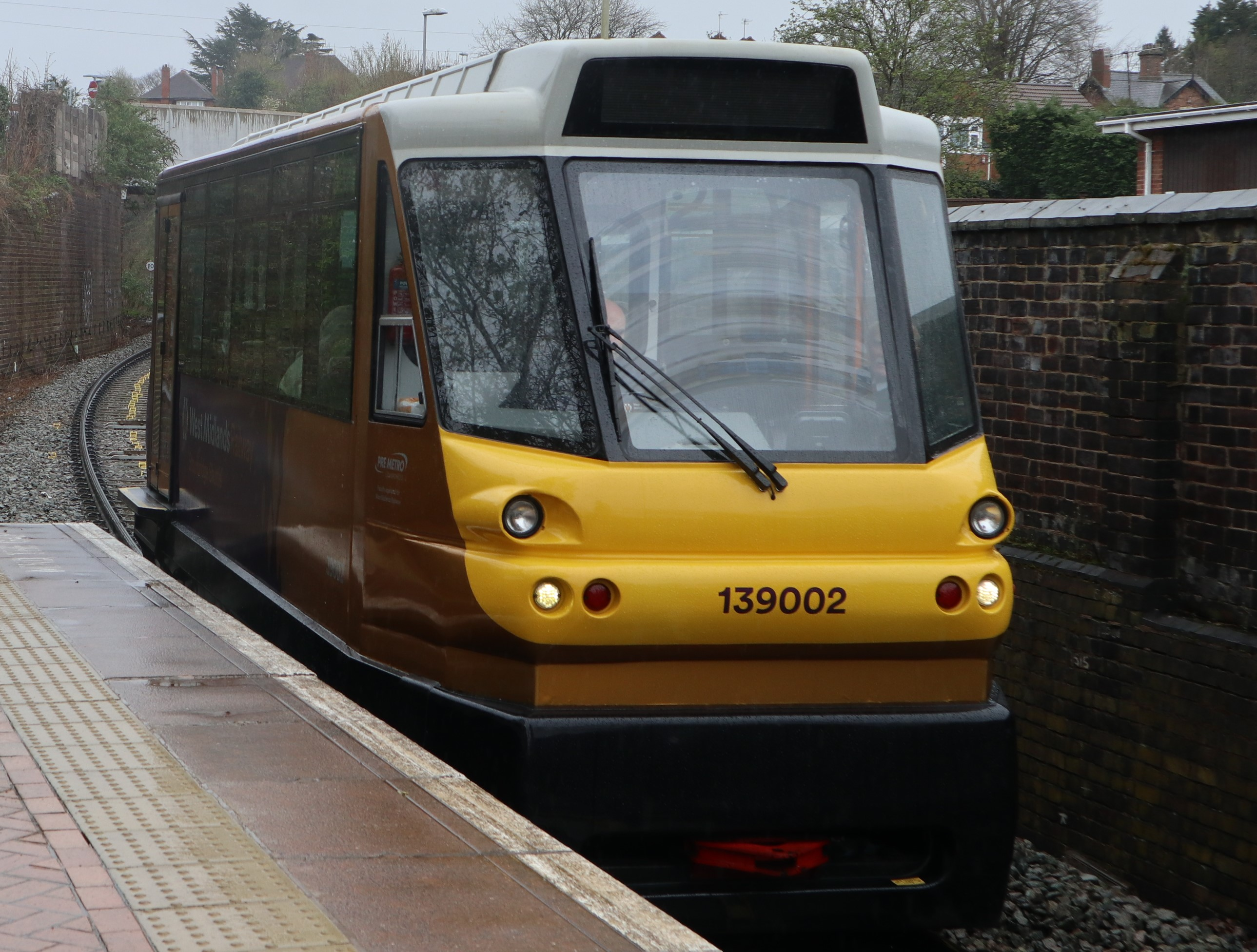
Пассажирская автомотриса (рельсовый автобус) серии 139 оператора British Rail (BR, Великобритания)
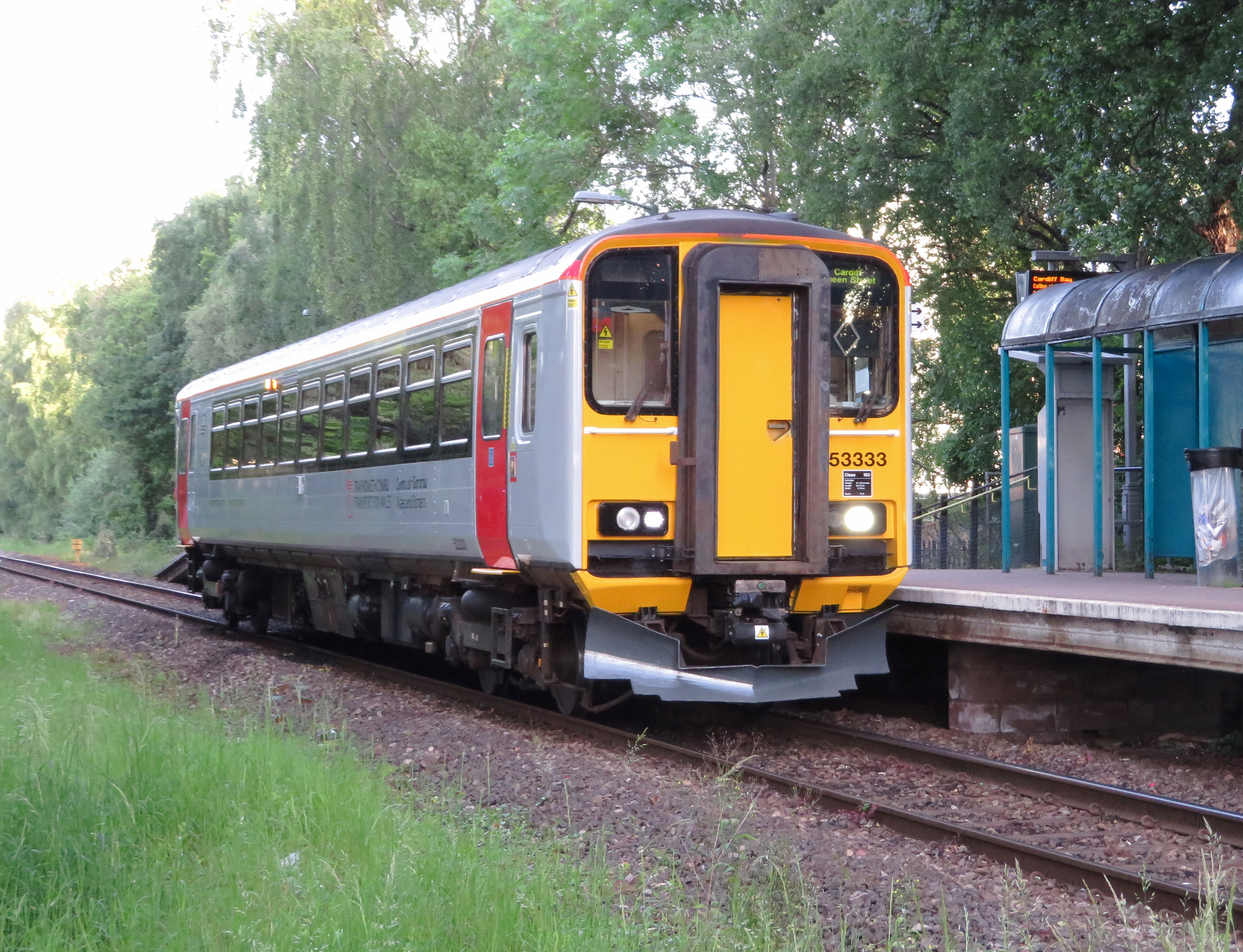
Пассажирская автомотриса (рельсовый автобус) серии 153 оператора British Rail (BR, Великобритания) — получен разделением и доработкой двухвагонного дизель-поезда серии 155

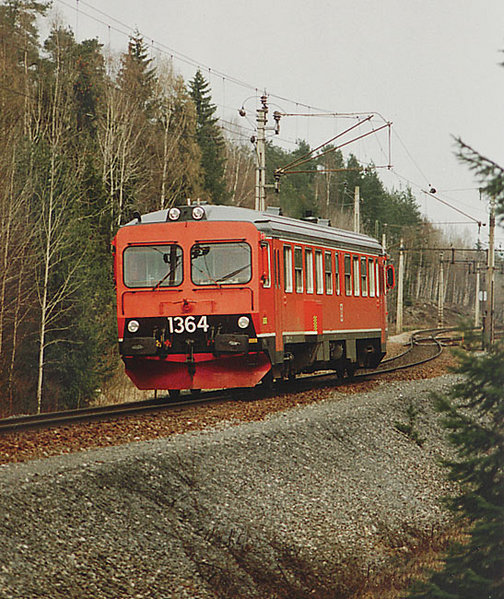
Пассажирская автомотриса (рельсовый автобус) Y1-1364 на железной дороге Statens Järnvägar (SJ, Швеция)
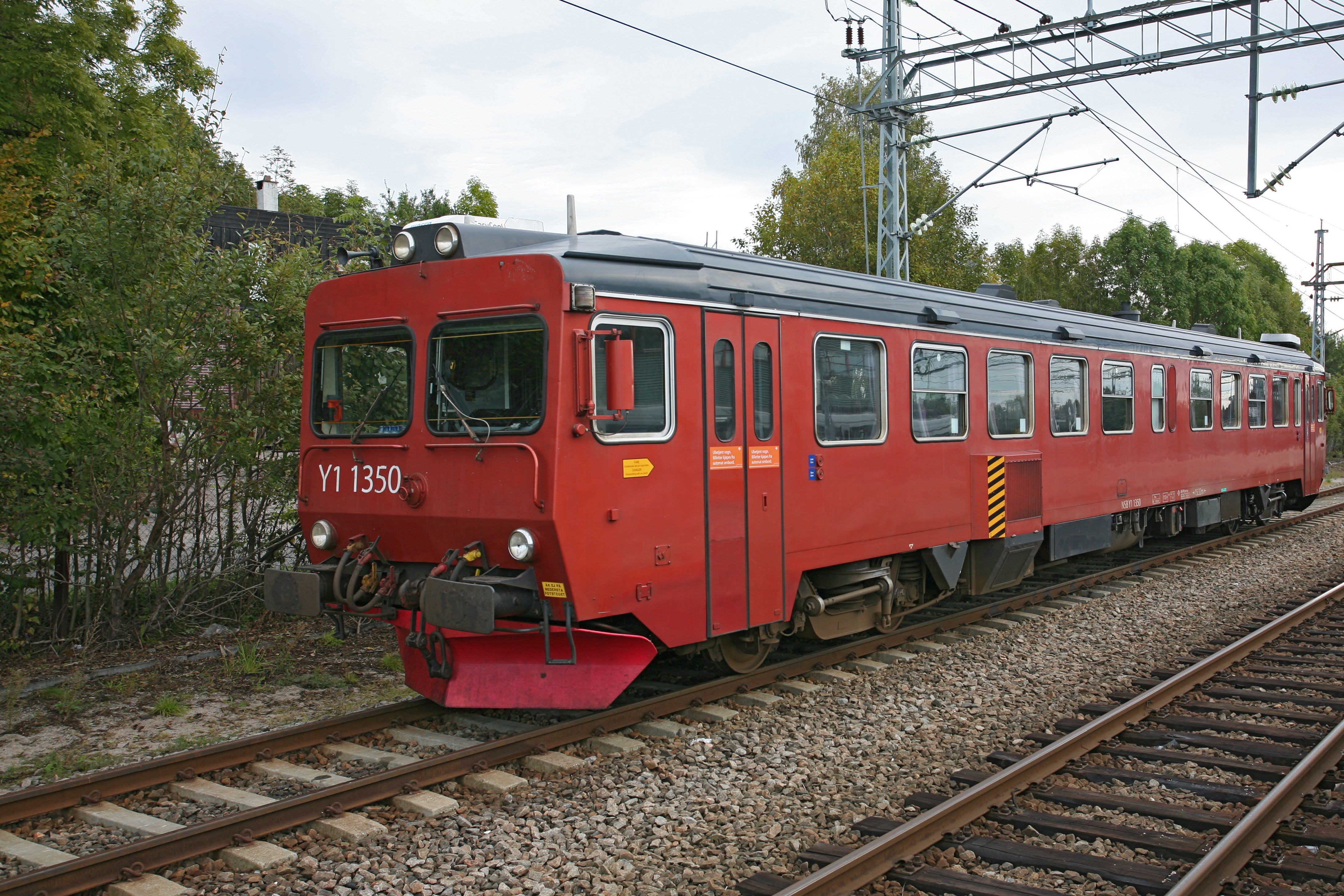
Пассажирская автомотриса (рельсовый автобус) Y1-1350 на железной дороге Norges Statsbaner (NSB, Норвегия)
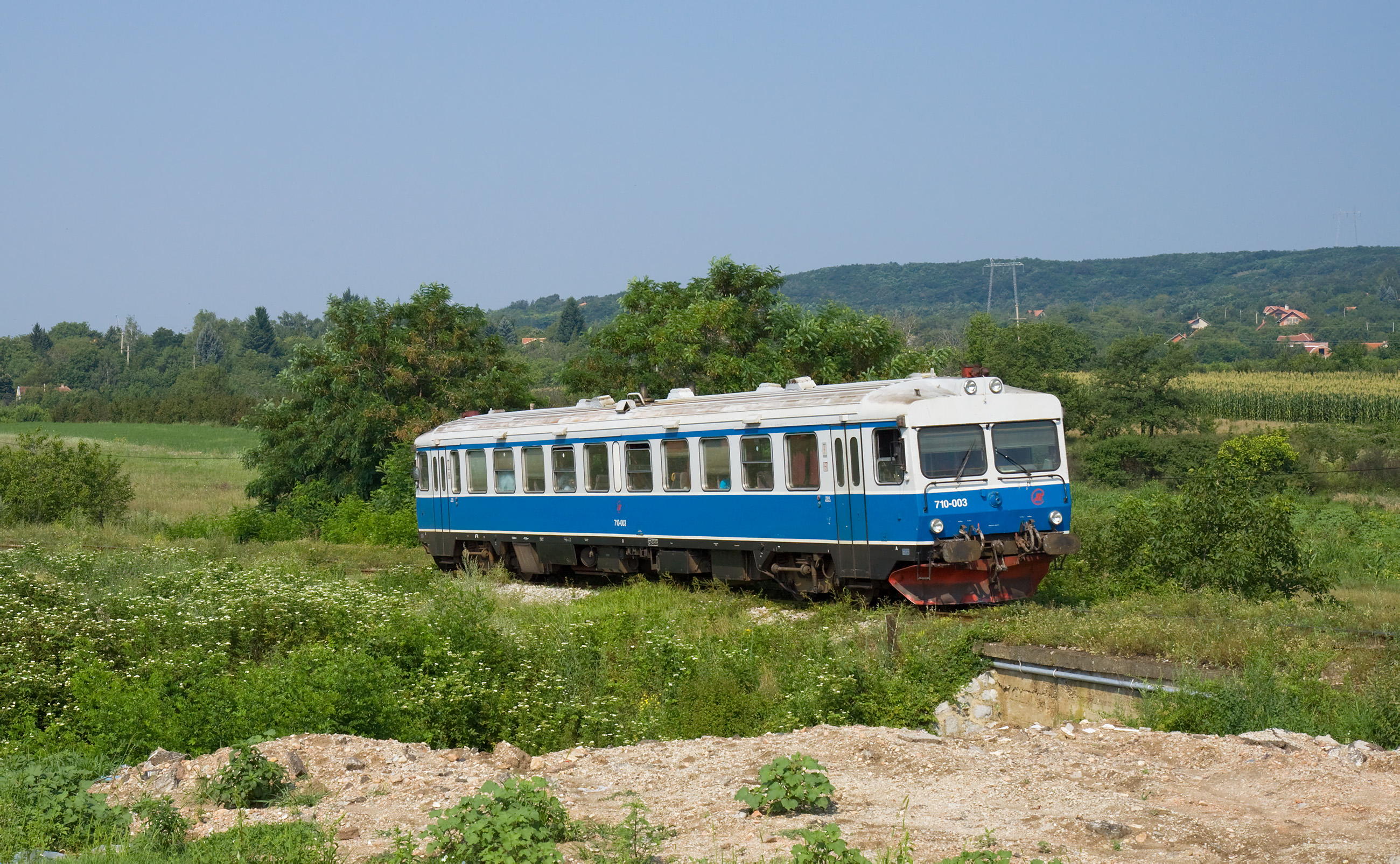
Пассажирская автомотриса (рельсовый автобус) 710-003 железных дорог Железнице Србије (ЖС, Сербия), бывшая Y1-1339 шведского оператора SJ
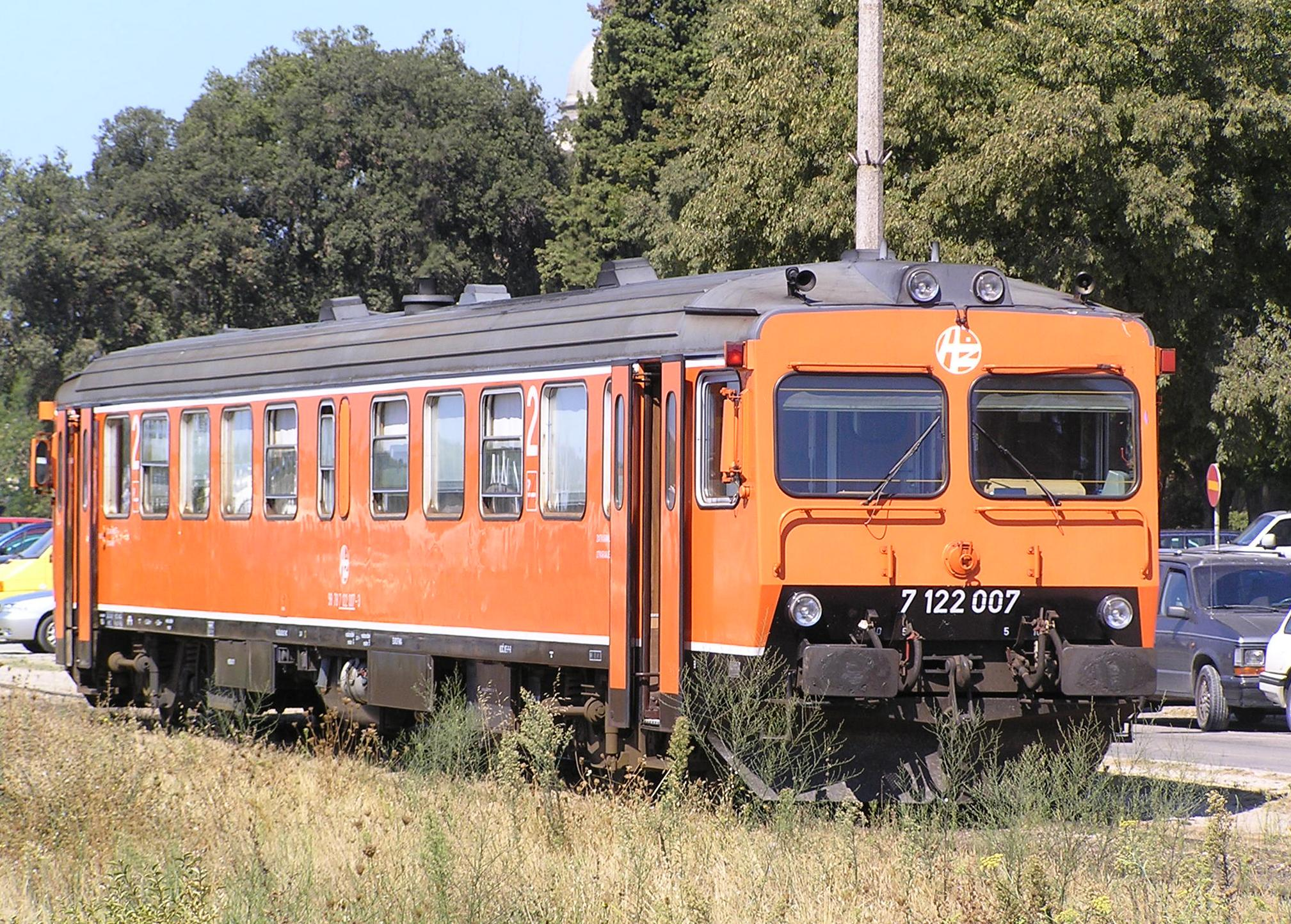
Пассажирская автомотриса (рельсовый автобус) 7122-007 железных дорог Hrvatske željeznice (HŽ, Хорватия), бывшая Y1 шведского оператора SJ

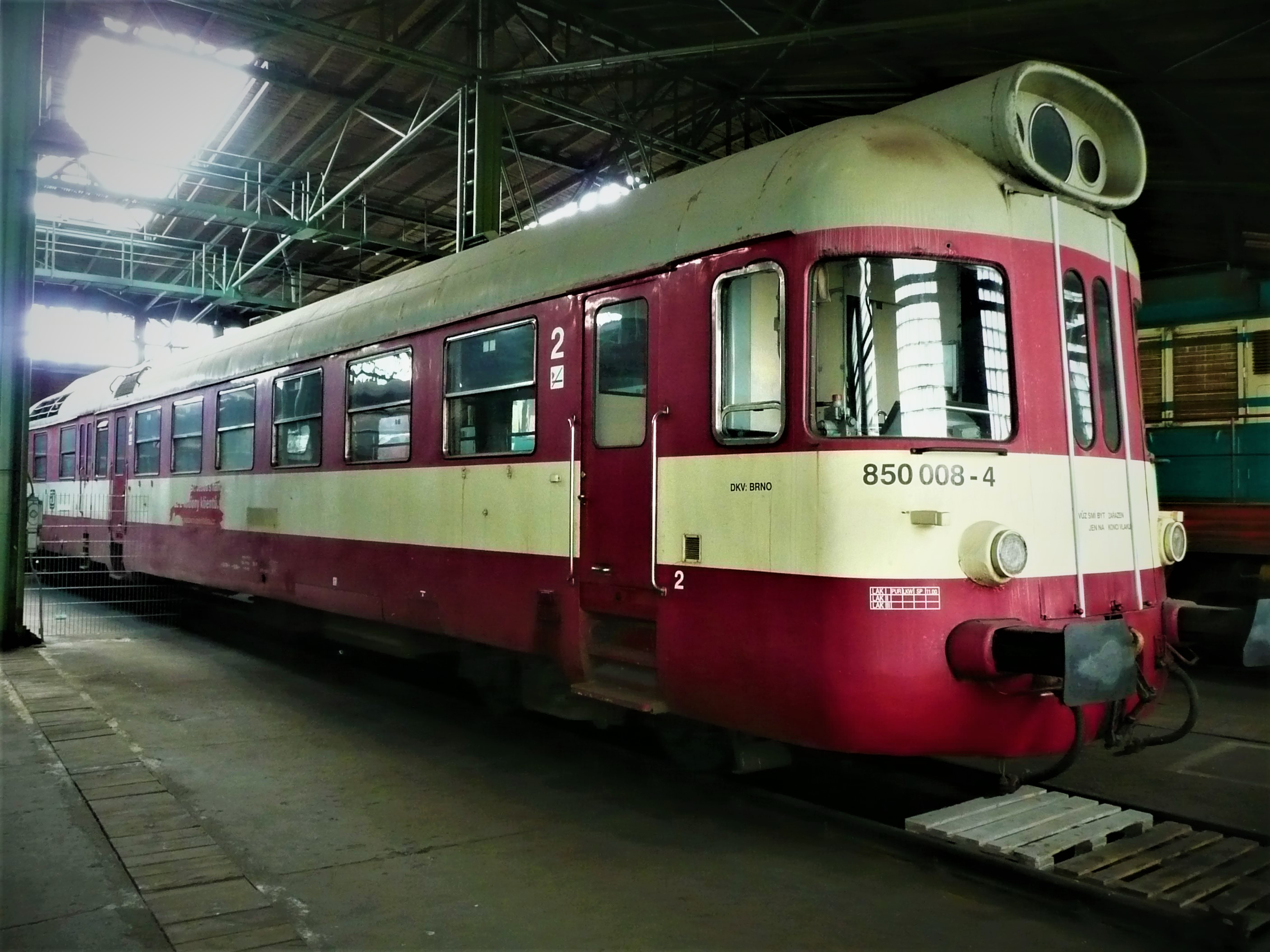
Пассажирская автомотриса (рельсовый автобус) серии 850 (ранее M286.0) в Чехии
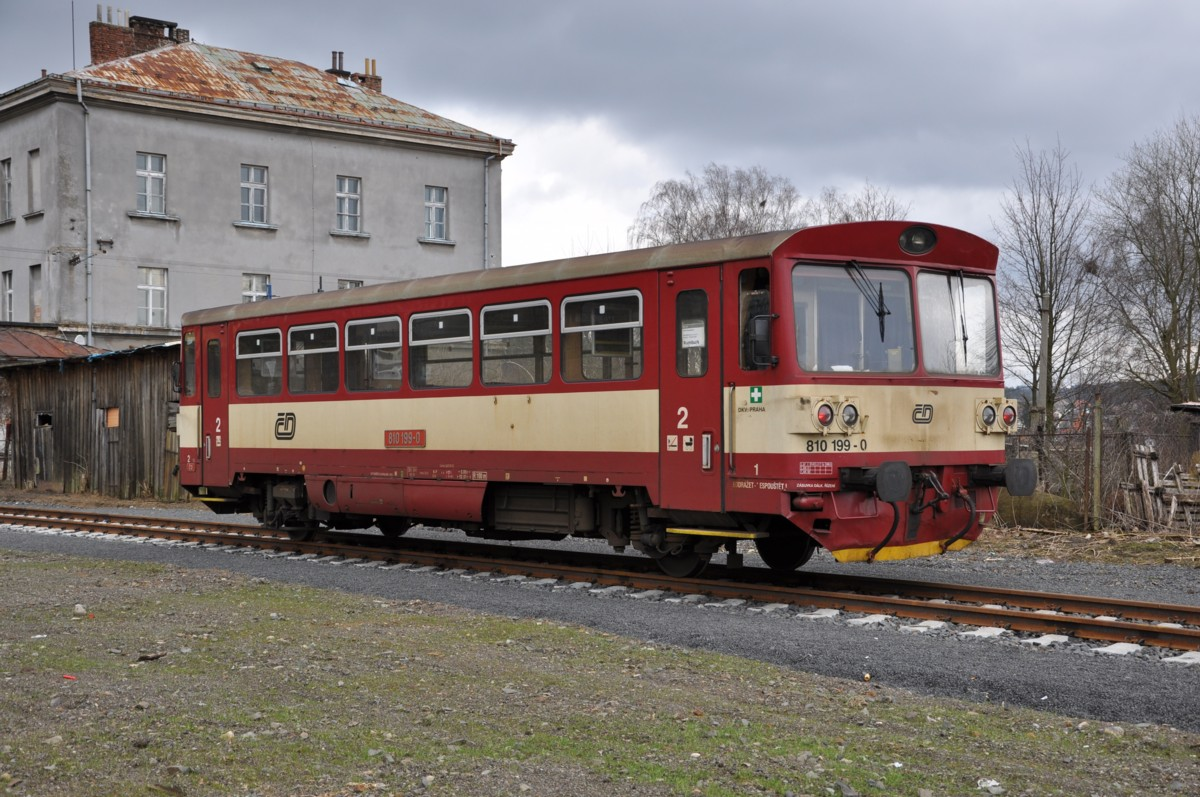
Пассажирская автомотриса (рельсовый автобус) серии 810 (ранее M152.0) оператора České dráhy (ČD, Чехия)
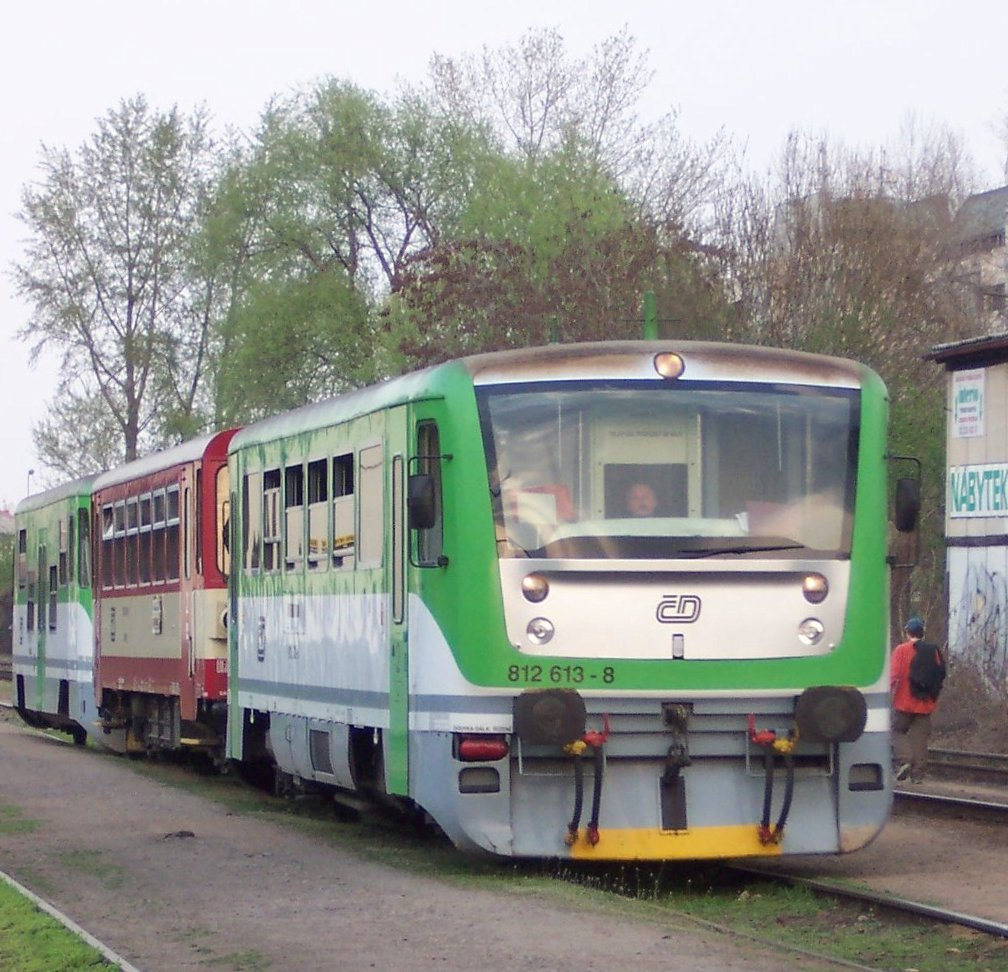
Пассажирская автомотриса (рельсовый автобус) серии 812 оператора ČD (Чехия) — глубокая модернизация серии 810
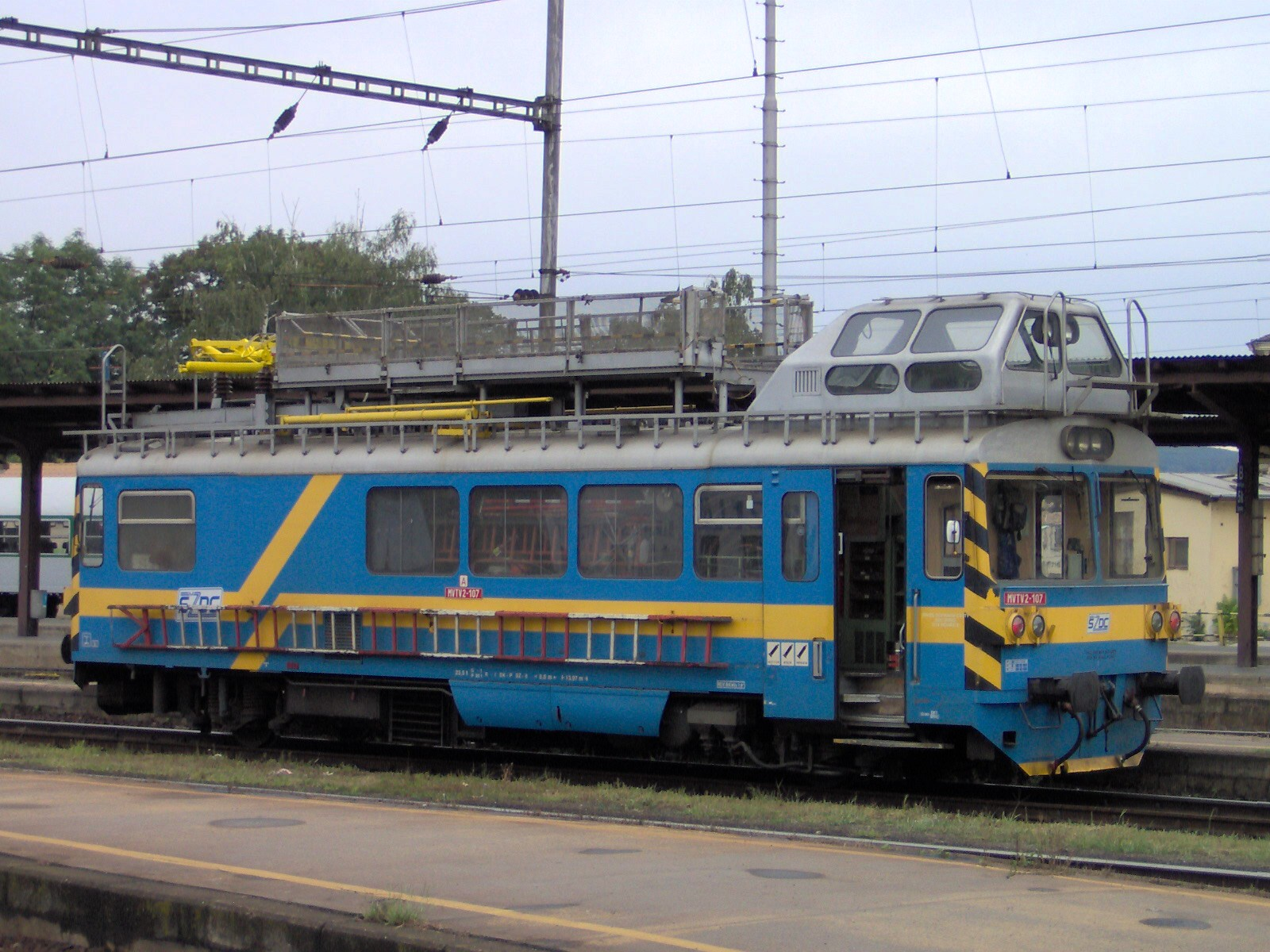
Измерительная автомотриса серии MVTV2 (ранее 892, изначально M153.0) оператора Správa železniční dopravní cesty ( SŽDC, Чехия)

### Азия

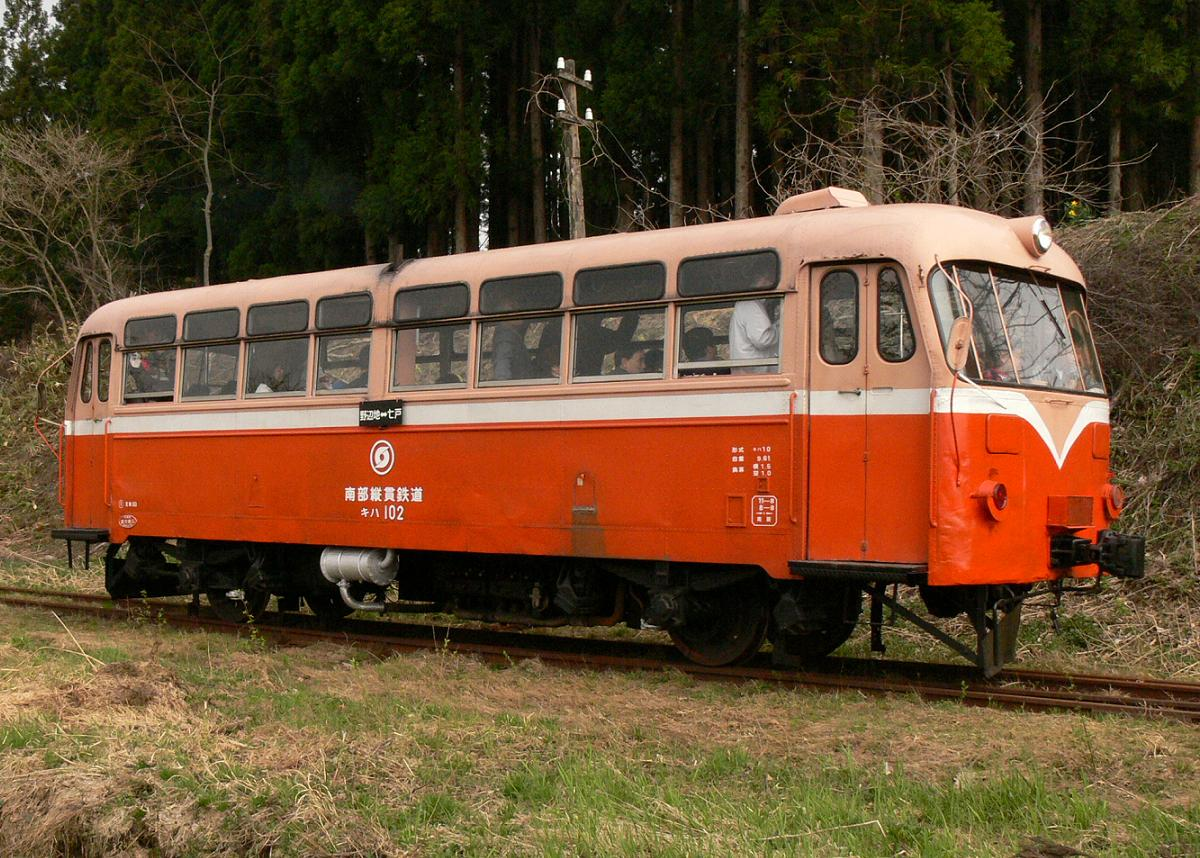
Пассажирская автомотриса (рельсовый автобус) серии Киха 102 в Японии
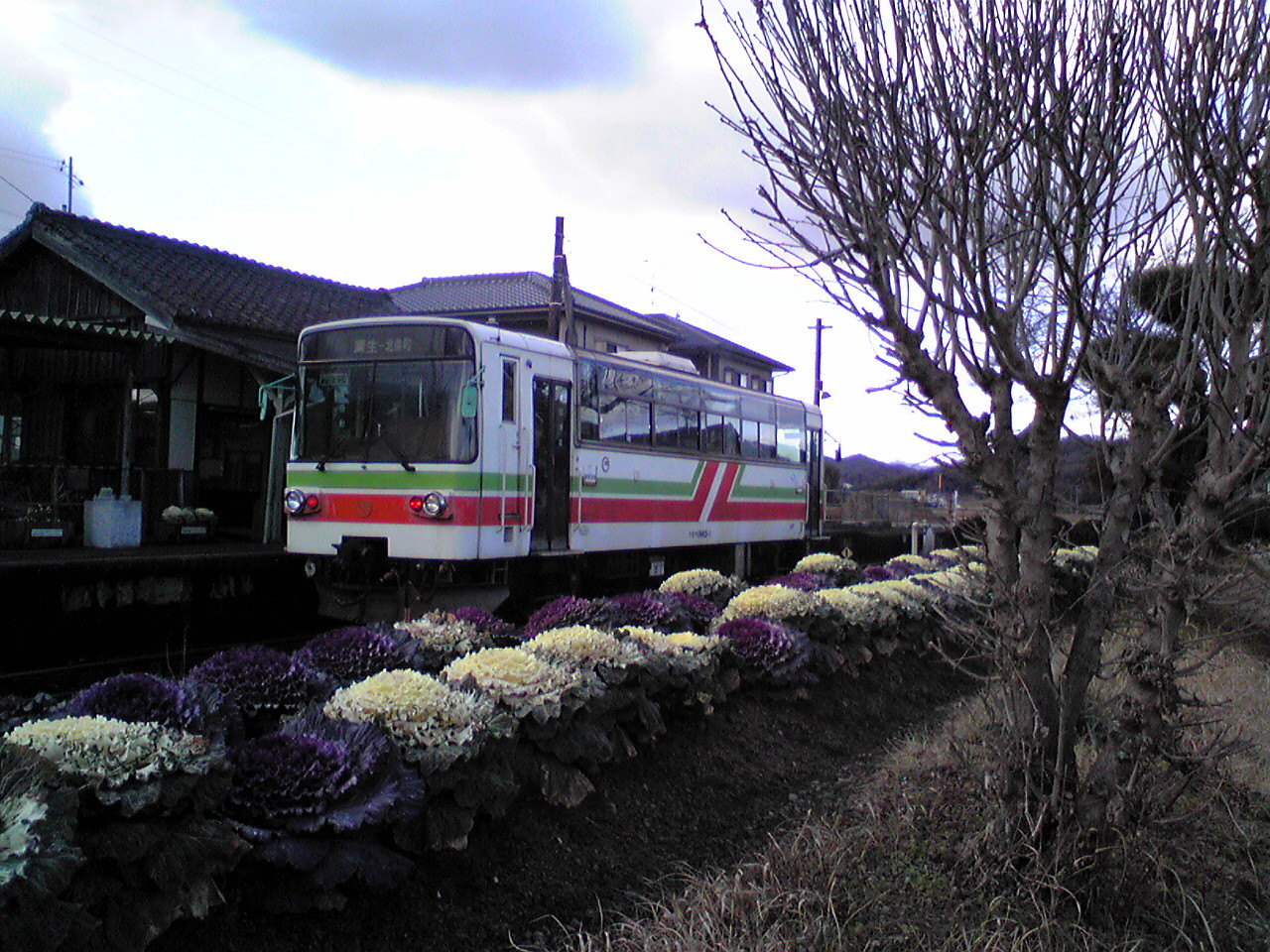
Пассажирская автомотриса (рельсовый автобус) серии 1985 в Японии
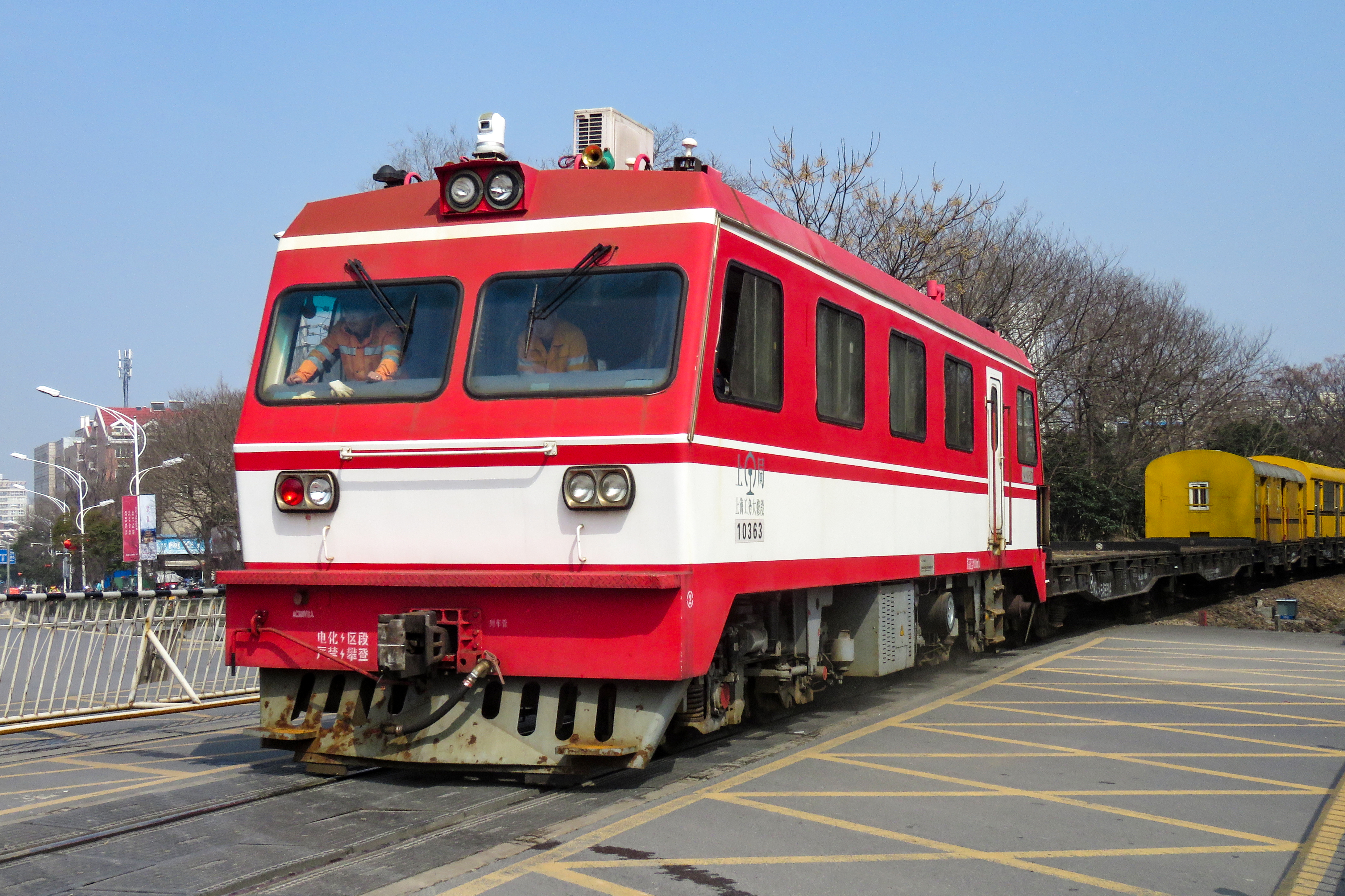
Специальная автомотриса серии GC-270 с поездом технического обслуживания (Китай)